# Freiburg (Breisgau) Hauptbahnhof
Der Bahnhof Freiburg (Breisgau) Hauptbahnhof ist der wichtigste Knotenpunkt des Bahnverkehrs im südwestlichen Baden-Württemberg. Hier treffen die Rheintalbahn (Mannheim–Basel), die Höllentalbahn (Freiburg–Donaueschingen) und die Breisacher Bahn (Freiburg–Breisach) aufeinander. Außerdem sind Züge der Elztalbahn, der Münstertalbahn und die Züge der Kaiserstuhlbahn nach Endingen bis Freiburg Hbf durchgebunden.
Mit rund 38.300 Reisenden pro Tag war er um 2005 der fünftgrößte Bahnhof in Baden-Württemberg.  2019 hatte er 75.000 Reisende und Besucher pro Tag.
Laut Stiftung Warentest war er 2011 von 20 wichtigen Bahnhöfen in Deutschland, nach Stralsund, der zweitpünktlichste.
Der Hauptbahnhof liegt am westlichen Rand der Freiburger Altstadt ungefähr einen Kilometer vom Freiburger Münster entfernt an der Bismarckallee 5–7. In dieser Achse südlich befinden sich zudem das Konzerthaus Freiburg, zwei Hotels, das Jazzhaus Freiburg und der 2008 entlang der Bahnstrecke auf dem früheren Expressgutgelände errichtete Bürokomplex Xpress.

## Geschichte

### Bau und Einweihung im 19. Jahrhundert

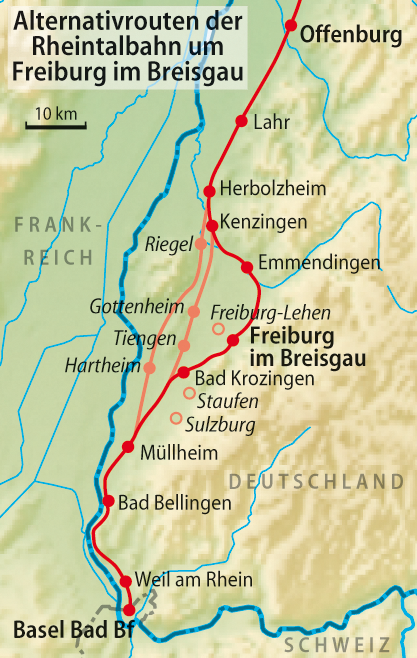
Die Linienführung der Badischen Hauptbahn und die Alternativen ohne einen Anschluss Freiburgs

Im Jahr 1838 beschloss ein außerordentlicher Landtag den Bau der Badischen Hauptbahn von Mannheim nach Basel. Der erste Gesetzentwurf, den Staatsminister Ludwig Georg von Winter dort am 13. Februar 1838 vorlegte, enthielt keine Angaben über die anzuschließenden Orte. Dieser Entwurf wurde an eine Kommission überwiesen, die bereits am 5. März ihre Ergebnisse präsentierte. Der Abgeordnete Karl Georg Hoffmann (1796–1865) führte während der Debatte unter anderem aus, dass insbesondere „Freiburg nicht zur Seite liegen bleiben [könne] und sollte eine Mehrausgabe von 500.000 fl. nötig sein“. So nannte die Endfassung des Gesetzes betr. die Erbauung einer Eisenbahn von Mannheim bis an die Schweizer Grenze bei Basel, das der badische Großherzog Leopold Ende März 1838 erließ, unter anderem Freiburg explizit als Unterwegsstation der zu bauenden Bahnstrecke.
Das „große Comtoir des Verkehrs mit dem ganzen Oberland“, wie der Abgeordnete Johann Georg Duttlinger Freiburg zu dieser Zeit nannte, verursachte jedoch weitere politische Diskussionen und brachte den Planern der Bahn mehr Sorgen als jede andere Stadt des Großherzogtums. Diese Aussage von Karl Friedrich Nebenius bezog sich auf zwei große Herausforderungen, die die Anbindung Freiburgs an die zunächst eingleisige Strecke zwischen Offenburg und Basel bot: Die Stadt Freiburg befindet sich nicht nur abseits der relativ geraden Linie zwischen Mannheim und Basel, sondern sie liegt zudem noch höher als alle anderen an die Rheintalbahn angeschlossenen Städte, z. B. 308 badische Fuß oder 92,4 Meter höher als das 25 Kilometer nördlich gelegene Kenzingen.
Alternativrouten, die unter Auslassung Freiburgs entweder von Riegel nach Hartheim oder von Kenzingen nach Biengen bei Bad Krozingen durch das Rheintal geführt hätten, wären wesentlich kürzer gewesen. Zudem hätten die Orte auf diesen Linien eine geringere Höhendifferenz aufgewiesen als die umgesetzte Lösung in die Freiburger Bucht und bis an den Fuß des Schwarzwaldes. Laut Aussage des Freiburger Abgeordneten Karl von Rotteck (im Rahmen der Debatte um die explizite Nennung von Städten im Gesetz) verstand es sich jedoch „von selbst, dass sie [die Linie] bei Freiburg in dessen Nähe, aber nicht bei Gottenheim oder Umkirch vorbeigehe“. So musste eine Nettosteigung von 365 Fuß ab Offenburg sowie ein Nettogefälle von 54 Fuß bis zur Schweizer Grenze überwunden werden. Steigungen von mehr als 5 Promille waren aber für den Betrieb der Bahn mit großen Einschränkungen verbunden.
Dem Vorschlag der Kommission, mit dem Bau der Strecke gleichzeitig in Mannheim, Freiburg und Schliengen (Isteiner Klotz) zu beginnen, war damals nicht entsprochen worden. Man wollte die Erfahrungen aus dem Bau der Strecke ab Mannheim und dabei gefundene Methoden zur Erleichterung der Arbeiten abwarten und zudem eine gewisse Flexibilität bezüglich der Linienführung bewahren. Laut Gesetz von 1838 sollte aber zumindest mit den Vorarbeiten umgehend begonnen werden, „daß die Bahn in ihrem Fortschreiten nirgends aufgehalten wird“. Nachdem die Verantwortlichen ein Gelände bei Lehen in Höhe der heutigen Autobahn A5 für den Bau eines Personenbahnhofs als zu weit von Freiburg gelegen ausgeschlossen hatten, entschieden sie, die Gleisanlagen auf dem ebenen Rayon des ehemaligen vaubanschen Festungsgürtels westlich der Stadt zu verlegen. Hier gab es ausreichend Platz für eine ausgedehnte Bahnanlage. Mit dieser Lösung nahm man jedoch die mit 5,8 ‰ (1:171; nach anderen Angaben 5,3 ‰) größte Steigung der Badischen Hauptbahn in Kauf. Dies war nur möglich, da man bereits ab Köndringen mit dem Ausgleichen des Geländes begann und dies später bis Schallstadt fortsetzte.
Die Eisenbahnstrecke erreichte am 1. Juni 1844 Offenburg, doch schon 1841 hatte man mit dem Bau der Teilstrecke von Riegel nach Freiburg begonnen. Im Jahr 1843, als der Grundstein zum Freiburger Bahnhof gelegt wurde, beförderte man die Lokomotive Der Rhein aus der Maschinenbau-Gesellschaft Karlsruhe über die Landstraße nach Freiburg. Am 22. Juli 1845 fuhr probeweise ein erster Zug aus sechs Wagen nach Freiburg, den die Lokomotive Der Kaiserstuhl der Gattung III c zog. Eine weitere Testfahrt folgte am 26. Juli mit der Lokomotive Kepler, einem Modell der Gattung Typ V, die 700 Personen in 21 Wagen nach Freiburg brachte.

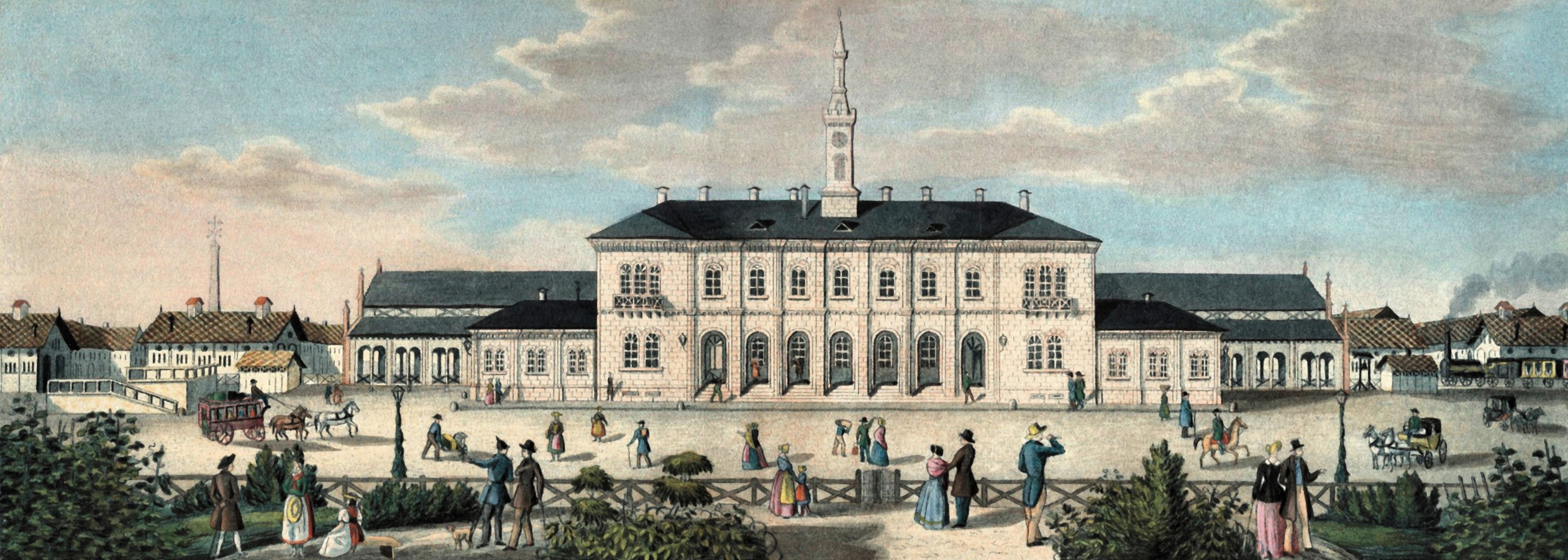
Der Bahnhof im Jahr der Fertigstellung 1845

Am 30. Juli 1845 wurde der Bahnhof in Anwesenheit des Großherzogs Leopold und seines Sohnes Prinz Friedrich feierlich eröffnet. Neben Politikern wie dem badischen Außenminister Alexander von Dusch, dem Innenminister Karl Friedrich Nebenius und Friedrich Rettig waren Beamte, Bürgermeister und Offiziere der Bürgerkorps aus den Städten anwesend, die der Zug – geführt von der Lokomotive Zähringen – mit musikalischer Untermalung durch das Garderegiment bereits durchquert hatte. Als der Zug um 12:40 Uhr Freiburg erreichte, begrüßte Bürgermeister Friedrich Wagner die Gäste im allerdings noch unfertigen Stationsgebäude, während auf dem Schlossberg Kanonen Salut schossen. Bereits im August 1845 trafen 1474 Reisende in den neuen Eilwagen in Freiburg ein und 1682 Personen verließen die Stadt mit der Eisenbahn, die fortan fünfmal täglich verkehrte. Während die Postkutschenlinie zwischen Freiburg und Offenburg mit der Eröffnung der Bahnlinie eingestellt wurde, wurde dreimal täglich zwischen Basel und Freiburg verkehrt und vice versa. Einer der ersten berühmten Passagiere am Freiburger Hauptbahnhof dürfte Franz Liszt gewesen sein, der am 16. Oktober desselben Jahres von Heidelberg nach Freiburg fuhr, um dort am folgenden Tag ein Konzert zu geben. Der Güterverkehr begann ebenfalls im Sommer 1845.
Mit der Fertigstellung des Streckenabschnittes in Richtung Süden bis Schliengen 1847 musste der provisorische Kopfbahnhof einem Durchgangsbahnhof mit einem zweiten Gleis weichen, auch um dem gestiegenen Verkehrsaufkommen gerecht zu werden. Die Bahnverbindung in Richtung Norden nach Rastatt und Karlsruhe spielte 1848 eine entscheidende Rolle bei der Badischen Revolution, als zu ihrer Niederschlagung im Breisgau regierungstreue und hessische Truppen sowie schweres Kriegsgerät rasch nach Freiburg verschoben werden konnten.

### Erweiterungen bis zum Ersten Weltkrieg

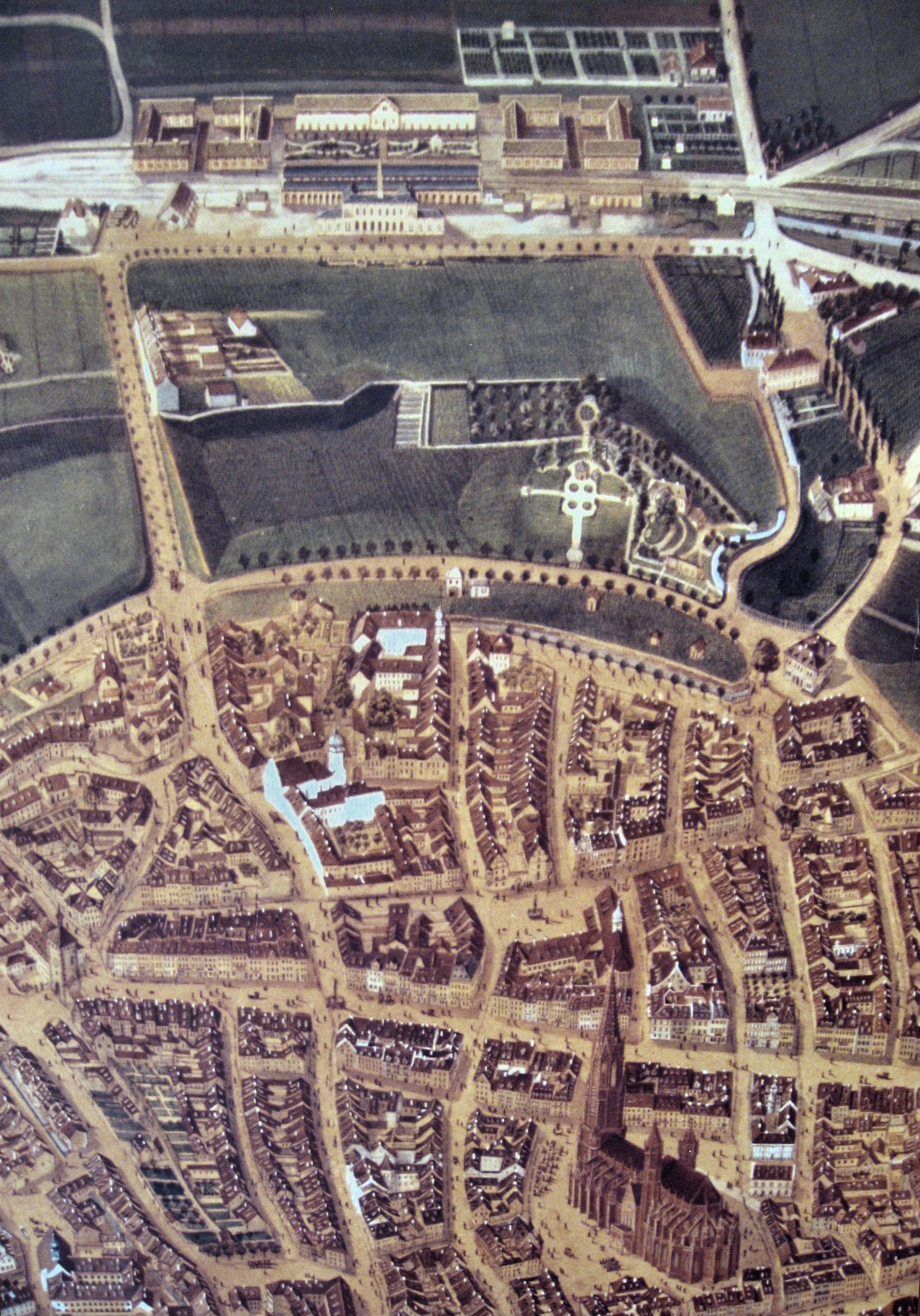
Der Lerch-Plan von 1852 mit der Stadt Freiburg, die noch von den Resten der Festung Vaubans eingerahmt wird, und dem darüber (im Westen) liegenden Hauptbahnhof

Der „Bahnhof bei Freiburg“ lag anfänglich außerhalb der Stadt, wie der Lerch-Plan von 1852 zeigt. Er war zunächst nur über die verlängerte Bertoldstraße zugänglich, die bis zur Fertigstellung des Empfangsgebäudes im Jahre 1861 Bahnhofstraße hieß. Mit dem Bau des Bahnhofs wuchs Freiburg endgültig aus der Enge des vaubanschen Festungsgürtels heraus, als sich Hotels, Gaststätten und die zentrale Post entlang der angelegten Eisenbahnstraße ansiedelten und den Raum zwischen Stadt und Bahnhof ausfüllten. Die Stadt Freiburg schuf mit dem Bebauungsplan Hinterm Bahnhof die Voraussetzungen für den heutigen Stadtteil Stühlinger. Dort siedelten sich bald Gewerbebetriebe und Fabriken an, von denen einige aus den mittlerweile zu Villenvierteln ausgewiesenen Stadtteilen Herdern und Wiehre verdrängt worden waren.
Während der 1870er Jahre erweiterte die Badische Bahn den Bahnhof um Wartesäle, Wirtschaftsräume und einen Lichthof. In der Folge der Annexion des Elsass’ nach dem Deutsch-Französischen Krieg 1871 beeilte man sich, das Reichsland verkehrstechnisch über die Bahnstrecke Freiburg–Colmar mit Freiburg zu verbinden, was ein drittes Gleis und einen zweiten Bahnsteig notwendig machte. Die in Denzlingen von der Rheintalbahn abzweigende Elztalbahn wurde 1875 bis Waldkirch eröffnet und führte ab 1901 nach Elzach weiter.
Im Jahre 1885 war der Eisenbahnverkehr in Freiburg so stark angestiegen, dass nach Abriss der alten Bahnsteighalle zwei neue Hallen errichtet wurden. Den schienengleichen Übergang ersetzte eine Brücke, die – seinerzeit als Kaiser-Wilhelm-Brücke eingeweiht – heute „Wiwilíbrücke“ heißt. Im Zuge des Umbaus von 1885/86 entstanden ebenfalls die noch heute existierenden Unterführungen, von denen jeweils zwei Treppen auf jeden Bahnsteig führen.

Schematische Darstellung der drei Bahnstrecken aus dem 19. Jahrhundert, der Güterumgehungsbahn und der Bahnhöfe

Den Rang Hauptbahnhof erhielt der Bahnhof mit der Inbetriebnahme der Höllentalbahn und des Wiehrebahnhofs im Jahre 1887. Dieser nahm bald für den Personenverkehr Freiburgs mit dem Schwarzwald die erste Stelle ein, als Güterbahnhof hatte er jedoch wegen der höheren Tarifsätze im Vergleich zum Hauptbahnhof nur für die nahegelegenen Stadtteile Bedeutung.
Güterhallen und Verladeplätze des Hauptbahnhofs entsprachen gegen Ende des 19. Jahrhunderts kaum noch dem seit 1878 um etwa 20 Prozent gestiegenen Verkehr. Daher wurden zwischen 1901 und 1905 zur Entlastung der Hauptstrecke ein separater Güterbahnhof und die 11 Kilometer lange Güterumgehungsbahn zwischen Gundelfingen und Leutersberg gebaut.

### Wachstum in der Weimarer Republik

Entwicklung des Fahrkartenverkaufs zwischen 1900 und 1935

Die Bahnhofsanlagen zur Abfertigung von Passagieren wurden seit Beginn des 20. Jahrhunderts häufig kritisiert. Man beschwerte sich über die mangelnde Anzahl von Gleisen, was dazu führte, dass sich ankommende und wartende Züge häufiger eines der drei Gleise teilen mussten. Dass dies eine Gefahrenquelle bedeutete, zeigte sich beispielsweise 1924, als ein einfahrender Vorortzug auf den wartenden Frühschnellzug auffuhr. Auch das Bahnhofsgebäude war Ziel der Kritik, so bezeichnete die Freiburger Zeitung dieses als „Mausefalle“. Zudem hatte sich das Passagieraufkommen parallel zur Einwohnerentwicklung von Freiburg im Breisgau massiv erhöht: Waren im Jahr 1900 1.340.954 Fahrkarten verkauft worden, so hatte sich diese Zahl verkaufter Tickets im Jahr 1919 fast verdoppelt.
Daher gab es bereits 1910 Planungen für einen kompletten Neubau des Bahnhofsbereiches, im Zuge dessen der ganze Bahnsteigbereich überbaut werden sollte. Die ersten Pläne sahen eine Eingangshalle aus Naturstein mit 90 Metern Länge und einer Tiefe von 8 Metern vor, das von einer hohen Kuppel gekrönt werden sollte. Allerdings verzögerte der Beginn des Zweiten Weltkrieges den nahezu fertig geplanten Neubau „bis auf weiteres“. Die zum Neubau notwendigen Vorarbeiten, die eine vollkommene Trennung von Personen- und Gepäckverkehr bewirkten, konnten jedoch noch fertig gestellt werden.
Zudem gelang es bis 1929, einen Abstell- und Lokomotivbahnhof zwischen Dreisam und Basler Straße einzurichten. So war es möglich, Platz für zusätzliche Anfahrtsgleise und Bahnsteige zu schaffen, da nun die Lokomotiv-Remisen und Werkstätten, die sich westlich des Hauptbahnhofs befanden, nach dort verlegt werden konnten. Heute befindet sich auf dem Gelände das DB-Regio-Werk Freiburg. Der geschaffene Raum wurde 1929 und 1938 zum Bau zweier weiterer Bahnsteige genutzt. Der erstere der beiden hatte eine Breite von acht Metern eine Länge von 270 Metern. Der Wasserablauf auf dem Dach war zum ersten Mal mittig angebracht und erfolgte nun nicht mehr über die Dachschräge. Der Bahnsteig brachte zudem die Einrichtung eines Postaufzuges mit sich.
Die Basler Straße wurde im Zuge der Arbeiten um 50 Meter zur Seite und um ungefähr sechs Meter tiefer gelegt. So konnten die beiden Gleise der Hauptbahn, ein Ausziehgleis und die beiden Gleise der ab 8. November 1934 umtrassierten Höllentalbahn auf drei neuen Brücken über die Straße hinweg geführt werden und mussten sie nicht mehr kreuzen. Zusammen mit denen der Albertstraße (die Unterführung heißt heute Mathildenstraße), der Lehener Straße (beide 1905) und der Höllentalbahn (1934) waren damit die gefährlichsten Bahnübergänge innerhalb des Stadtgebietes beseitigt.
Trotz der beengten Verhältnisse im Bahnhof fuhren bereits früh Luxuszüge den Bahnhof an: Im Sommer 1901 begann der Betrieb des Amsterdam-Engadin-Express. Ihm war allerdings keine lange Lebensdauer beschieden. Wesentlich erfolgreicher war die Einführung des „Rheingold“ am 15. Mai 1928, der am Hauptbahnhof bis zum Kriegsbeginn am 1. September 1939 hielt und zuletzt sogar über den Gotthard bis nach Neapel führte. Am 15. Mai desselben Jahres hatte die Reichsbahn einen Schnelltriebwagenbetrieb über Freiburg mit den Verbindungen Basel (DR)–Dortmund (FDt 49/50) (Betrieb mit DR 137 273 … 858) und Basel–Berlin Anhalter Bahnhof (FDt 33/34), gestartet, der bei Kriegsbeginn ebenfalls eingestellt wurde.

### Zweiter Weltkrieg und seine Folgen

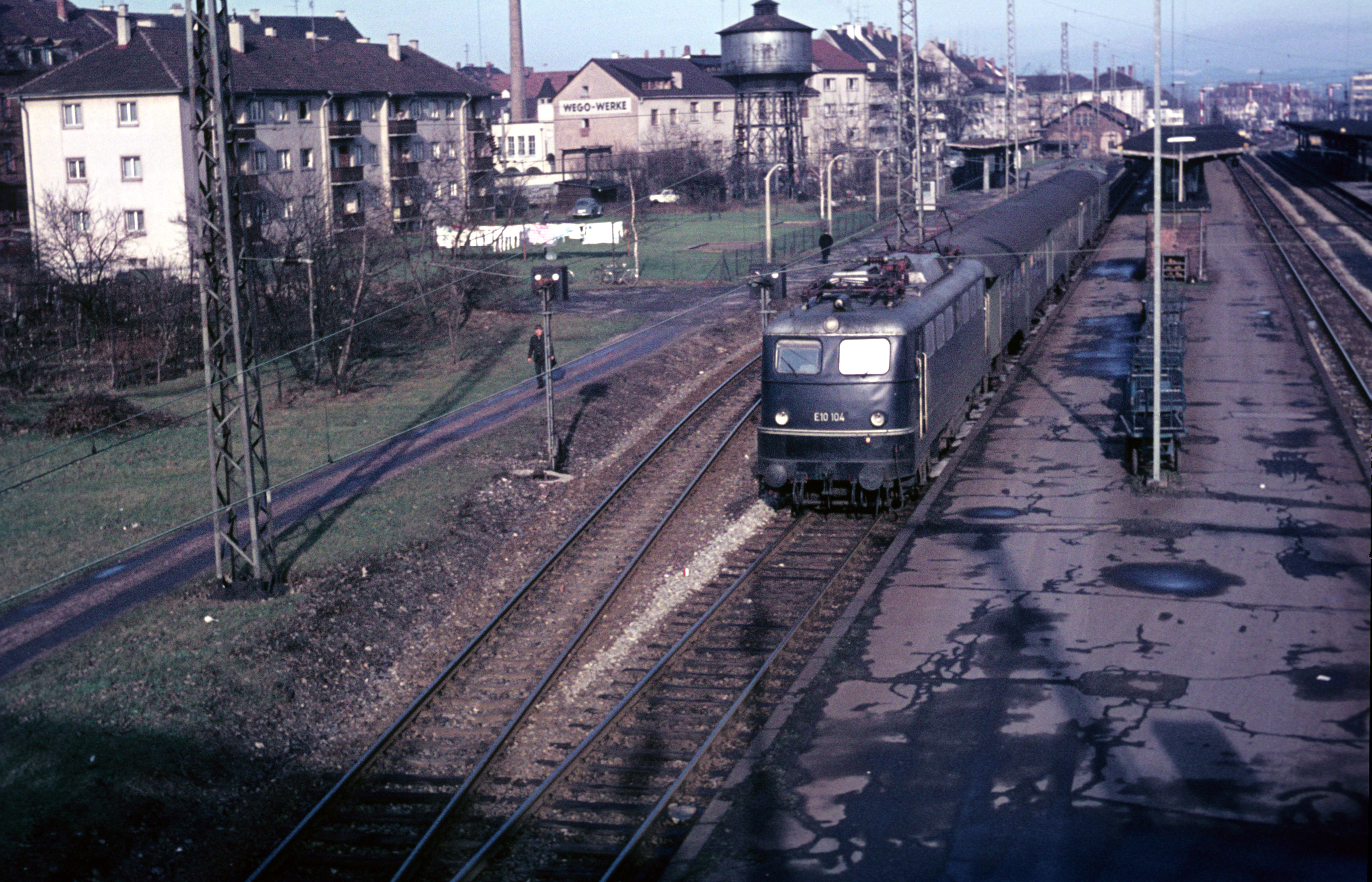
Ausfahrt einer Lokomotive Baureihe E 10 mit Umbauwagen auf Gleis 7 Richtung Titisee mit ehemaligem Wasserturm an der Wentzingerstraße (um 1970)

Durch die Förderung des Straßenverkehrs im Dritten Reich (z. B. durch den Bau der Reichsautobahnen) war bis Kriegsbeginn die Zahl der verkauften Fahrscheine auch in Freiburg massiv zurückgegangen. Diese Abnahme verstärkte sich weiter mit Beginn des Krieges, als ab 1940 auf Anordnung der Regierung selbst die Reichsbahn dafür warb, die Bahn nicht zu benutzen. Der zivile Personenverkehr musste wegen der Kriegsnutzung der Bahn eingeschränkt werden. Ab März 1942 drohte das Reichsministerium für Volksaufklärung und Propaganda Personen, die die „mit kriegswichtigen Transporten überlastete Reichsbahn zum Vergnügen benützen“, sogar mit schweren Strafen und der Überführung in Konzentrationslager.
In der Nacht vom 21. auf den 22. Oktober 1940 ließ die Gauleitung in Südbaden im Rahmen der Wagner-Bürckel-Aktion 450 Juden aus Freiburg und dem damaligen Landkreis Freiburg von der Güterhalle des Bahnhofs aus ins Lager Gurs deportieren. Seit 2003 erinnert ein Denkmal auf der Wiwilíbrücke daran.
Wie bereits im Ersten Weltkrieg, als die Luftangriffe der Franzosen keine wesentlichen Schäden an den Bahnanlagen verursachten, war der Hauptbahnhof auch am Ende des Zweiten Weltkrieges Ziel zweier Bombenangriffe. Dieses Mal waren die Folgen allerdings spürbar: Der britische Luftangriff Operation Tigerfish auf die Stadt am Abend des 27. November 1944 zerstörte die gesamten Oberleitungsanlagen, einen Großteil der Gleisanlagen sowie fast das komplette Hauptgebäude. Der Uhrturm, der den Abend als einziges Bauteil überstand, stürzte nach einem zweiten Treffer am 8. Februar 1945 ein. Auch der Rangierbahnhof und das Bahnbetriebswerk wurden stark in Mitleidenschaft gezogen.
Bereits im Jahr 1945 nahm die Badische Hauptbahn auf Druck der amerikanischen Besatzungstruppen, in deren Besatzungszone sich der nördliche Teil der Bahn befand, den Betrieb wieder auf. Am 7. September war man mit den Wiederherstellungsarbeiten bis Freiburg gekommen, bis zum 5. November folgte die Strecke nach Basel. Allerdings befahlen die die Amerikaner ablösenden französischen Besatzungstruppen den Rückbau der Teilstrecken Offenburg–Freiburg–Müllheim und Radolfzell–Konstanz auf ein einziges Streckengleis, um den rechtsrheinischen Verkehr zu schwächen und dadurch die Bedeutung der französischen Staatsbahn (SNCF) zu stärken. Tatsächlich beschränkte sich diese Maßnahme auf den Abschnitt Offenburg–Denzlingen, und so blieb Freiburg vom Umbau verschont. Die Anzahl der Zugverbindungen, die Freiburg auf dem Weg nach Offenburg passierten, war nun allerdings wesentlich geringer als jene, direkt nach der Eröffnung der Bahnstrecke, 100 Jahre zuvor. Zudem durfte der Großteil der wenigen Züge bis zum 14. Mai 1950 von Deutschen nur in der dritten Klasse genutzt werden. Im Jahr 1952 waren immerhin wieder zwölf Schnellzugpaare auf der Hauptbahn im Einsatz.
Am 1. August 1945 war zudem ein beschränkter Vorortverkehr durch Güterzüge mit Personenbeförderung dritter Klasse aufgenommen worden. Davon führte nur die Linie aus Norsingen (Rheintalbahn Richtung Süden) zum Hauptbahnhof; die beiden aus Denzlingen (Norden) und Hugstetten (Breisacher Bahn) hielten im Rangierbahnhof, die Linie aus Himmelreich (Höllentalbahn) fuhr vom Bahnhof Wiehre. Erst als am 19. Dezember 1950 die beschädigten Gleisanlagen und der von der abrückenden Wehrmacht gesprengte Lorettotunnel der Höllentalbahn wiederhergestellt waren, konnte die Wiehre vom Hauptbahnhof wieder zweigleisig erreicht werden. Bereits im Oktober war die Hauptbahn durch schweizerisches Verhandlungsgeschick ebenfalls wieder zweigleisig befahrbar gemacht worden.
Die Staatsbahn der französischen Besatzer entschied sich zudem bereits 1945 für die Fortführung des 50-Hertz-Versuchsbetriebes auf der Höllentalbahn, der von 1936 bis 1944 dort begonnen hatte. Mit der Elektrifizierung der Badischen Hauptbahn ab 1952 mit 15 kV 16 2/3 Hertz kam es ab Ende Mai 1955 in Freiburg zur Systemteilung. Um nicht auf 50-Hertz-Lokomotiven umspannen zu müssen, zogen Dampflokomotiven Güterzüge aus dem Freiburger Güterbahnhof auf dem Weg zur Höllentalbahn durch den Hauptbahnhof. Diese Systemtrennung bestand für volle fünf Jahre, bis der Versuchsbetrieb auf der Höllentalbahn eingestellt wurde. Der Zweisystembetrieb machte zudem die Einrichtung eines achten Bahnsteiggleises notwendig. Da die Elektrifizierung der Hauptbahn von Basel aus geschah, musste die Elektrolokomotive der Baureihe E 10, die den Eröffnungszug am 4. Juni 1955 nach Freiburg gezogen hatte, einen Tag später von einer Dampflokomotive der Baureihe 38 nach Stuttgart geschleppt werden.
Die Aufräumarbeiten am Hauptgebäude begannen indes erst im Herbst 1947 und gingen wegen Personal- und Materialmangel bis zur Währungsreform 1948 nur schleppend voran. Der Freiburger Hauptbahnhof erhielt statt eines Wiederaufbaus ein provisorisches Empfangsgebäude, wobei es sich um das erste in einer deutschen Großstadt nach dem Kriege handelte. Die Eröffnung fand am 9. November 1949 in Gegenwart des badischen Staatspräsidenten Leo Wohleb statt. Zwischen 1985 und 1986 folgte anlässlich der Freiburger Landesgartenschau ein großzügiger Umbau im Inneren des Gebäudes, nachdem am Gebäude bereits 1955/56 erneut gearbeitet worden war.
Auch dieses Mal sollte die Debatte über einen Um- oder Neubau des Bahnhofs mehrere Jahrzehnte andauern und auch dieses Mal äußerte sich die Presse sehr kritisch zum bestehenden Bauwerk. Laut Badischer Zeitung sei das „Gebäude eine Schande für die Groß- und Fremdenverkehrsstadt Freiburg“ und repräsentiere „ein provinzielles 'Nest’ eher als eine Stadt mit 160.000 Einwohnern“.
In der Folgezeit entstanden Entwürfe, die eine mehrstufige Fußgängerplattform über den Gleisen bis in die Innenstadt vorsahen. Neben der Fernbahn waren eine unterirdische Straßenbahn- und Busstation geplant. Auch das Technische Rathaus, das später in der Fehrenbachallee realisiert wurde, sollte über den Gleisen errichtet werden, daneben 7- bis 15-geschossige Hochhäuser mit Kinos, Kaufhallen, Kultur- und Kongressstätten sowie Tiefgaragen. Ein 1965 von Oberbaudirektor Hans Geiges vorgetragener Finanzierungsplan sah den Verkauf und die Verpachtung des gesamten Geländes und des Luftraums vor. Die Bundesbahn stimmte 1969 dem Vorhaben zu, um mehr Gleisfläche für den Ausbau der Rheintalbahn zu erhalten. Allerdings scheiterte das 40-Millionen-DM-Projekt Bahnhofsplatte, für das die Stadt schon Investoren gefunden hatte, im Oktober 1970 im Freiburger Gemeinderat. Im Zuge der Diskussion um den Bau eines neuen Kultur- und Kongresszentrums legte der Architekt Manfred Saß (der spätere Dombaumeister) den Entwurf eines neuen Hauptbahnhofs mit integriertem Kongresszentrum vor. Dieser sah eine 115 Meter lange Tragwerksplatte vor, die sich 4,5 Meter über den Gleisen befinden und 12 Meter hohe Saalbauten beherbergen sollte. Die Kosten, 1978 mit 86 Millionen DM beziffert, waren ohne zusätzliche Geldquellen nicht aufzubringen. Im gleichen Jahr verschlechterte der Rücktritt des baden-württembergischen Ministerpräsidenten Hans Filbinger, der lange in Freiburg gelebt hatte, die Aussichten auf Landesfördermittel. Da die Bundesbahn im Zuge zunehmender Konkurrenz durch den Luftverkehr keine Großprojekte finanzieren wollte, bat sie 1980 um die Aussetzung der Verhandlungen.

Ticketverkäufe in den Jahren 1978 bis 1988

Der Betrieb am Bahnhof ging indes weiter: Die Deutsche Bundesbahn hatte sowohl den Betrieb der Schnelltriebwagen als auch den des Rheingold wieder aufgenommen. Schnellster Zug mit Halt am Bahnhof war im Jahr 1960 der Trans-Europ-Express Helvetia, der eine Höchstgeschwindigkeit von 140 km/h erreichte.
Die Anzahl der am Hauptbahnhof verkauften Fahrscheine lag mit 1.355.590 (zuzüglich 29.491 in Zähringen sowie 11.745 in Herdern) ungefähr auf demselben Niveau wie um die Jahrhundertwende bzw. dem von 1935. Die Verkaufszahlen waren allerdings ebenso rückläufig wie jene in der ganzen Bundesbahndirektion Karlsruhe. Im Sommer 1960 fuhren an Werk-, Sonn- und Feiertagen 163 Reisezüge auf der Rheintalbahn (49 Schnellzüge und Fernschnellzüge, 25 Eilzüge), 36 auf der Breisacher Bahn (10 Triebwagen) sowie 48 auf der Höllentalbahn (12 Eilzüge).
Am 26. September 1971 brach mit dem Inkrafttreten des Winterfahrplanabschnitts 1971/1972 in Freiburg das InterCity-Zeitalter an: Der Bahnhof gehörte mit der Linie 4 von Basel zum Bahnhof Hamburg-Altona von Anfang an zum damaligen IC-Streckennetz der Deutschen Bundesbahn.
Mit der Einweihung der Stühlingerbrücke südlich des Empfangsgebäudes wurde im Jahr 1983 zudem das Straßenbahnnetz ausgebaut. Die benachbarte Wiwilíbrücke hatte für den Verkehr längst nicht mehr ausgereicht. Zuvor fuhr die Straßenbahn zudem auf der Bismarckallee direkt am Haupteingang vorbei. Mit der neuen Brücke sind alle Gleise barrierefrei erreichbar. Auf jeden Bahnsteig führen Aufzüge; die ICE-Bahnsteige 1 und 2/3 sind zusätzlich mit einer Rolltreppe angebunden. Sie waren für den 27. September 1992 ausgebaut worden, als der erste Intercity-Express auf dem Weg in die Schweiz planmäßig am Hauptbahnhof hielt. Immer wieder fallen sowohl Rolltreppen wie Aufzüge wegen eines Defektes aus. Seit 2021 ist der aktuelle Betriebszustand der Aufzüge über die Webseite der Freiburger Verkehrs AG abrufbar.

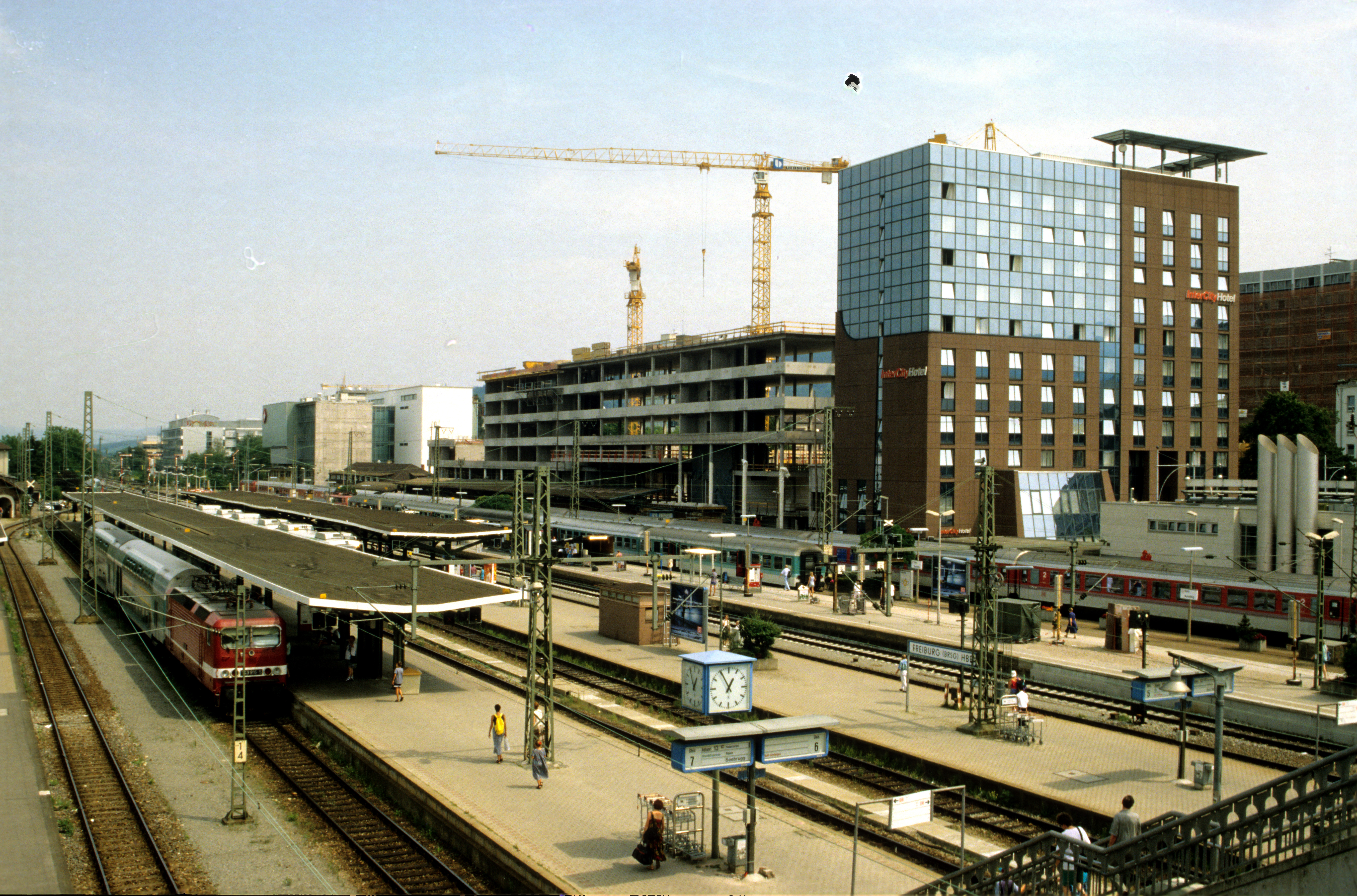
Baustelle des neuen Empfangsgebäudes (erster Bauabschnitt) im Jahr 1998

Für die zweite Hälfte der 2020er Jahre sind umfangreiche Baumaßnahmen im Bahnhof geplant. Um einen barrierefreien Zugang zu allen Gleisen unabhängig von den entsprechenden Einrichtungen an der südlich gelegenen Stadtbahnbrücke sicherzustellen, werden Aufzüge in der Nordunterführung eingebaut. Für den niveaugleichen Einstieg in die Züge der S-Bahn werden an den Gleisen 5, 6, 7 und 8 die Bahnsteighöhen auf 55 cm angepasst. Der Baubeginn dieser Maßnahmen ist für Ende 2026 vorgesehen, die Kosten werden auf rund 19 Millionen € veranschlagt.

### Weg zum heutigen Neubau
Trotz der gescheiterten Pläne zur Bahnhofsplatte mit Kongresszentrum war es die endgültige Entscheidung zum Bau des Konzerthauses im Jahr 1988, die die Dinge in Bewegung brachte: Eine Tochtergesellschaft der Bundesbahn fasste den Entschluss zum Bau des neuen InterCity-Hotels, der mit Fortschreiten der Arbeiten 1990 zu einer kompletten planerischen Neugestaltung des Gesamtbereichs ausgeweitet wurde. Die damalige Behörde Deutsche Bundesbahn sah sich allerdings außerstande, das nötige Investitionsvolumen zu stemmen und schrieb daher einen Investorenwettbewerb unter der Leitung des Architekten und Stadtplaners Albert Speer junior aus. Es gingen neun Vorschläge von sieben Investoren ein. Sieger wurde das Waldkircher Architektenbüro Harter und Kanzler mit dem Baukonzern Bilfinger Berger als Investor. In der folgenden Diskussion brachten Bürger und Träger öffentlicher Belange Bedenken gegen den Entwurf vor. Sie kritisierten den Plan der geschlossenen Bebauung (Riegelbebauung) und deren Folgen auf die Belüftung und Beleuchtung im Stadtviertel Stühlinger, die geplanten Gebäudehöhen (insbesondere die der beiden Bürotürme), die Ausbildung einer Fußgängerunterführung, das gesamte Erscheinungsbild sowie die erwartete Verkehrsbelastung, die sich aus der Vielzahl von Stellplätzen unter dem Bahnhof ergeben würde. Bezüglich der klimatischen Auswirkungen auf den Stühlinger wurde im Juni 1992 ein Klimagutachten beauftragt, aus dem eine um 15 % reduzierte Durchlüftung des Bereichs der Wentzingerstraße hervorging. Deswegen bestand die Stadtverwaltung auf einer ungefähr 14 Meter breiten Öffnung im Baukörper, dem sogenannte Windfenster, um einen besseren Luftaustausch zwischen der Innenstadt und dem Stühlinger zu gewährleisten. Alle diese Vorgänge führten dazu, dass der Entwurf noch einmal überarbeitet werden musste, bevor der Freiburger Gemeinderat am 22. Juni den Bebauungsplan „Bahnhof“ (neu) beschließen konnte.

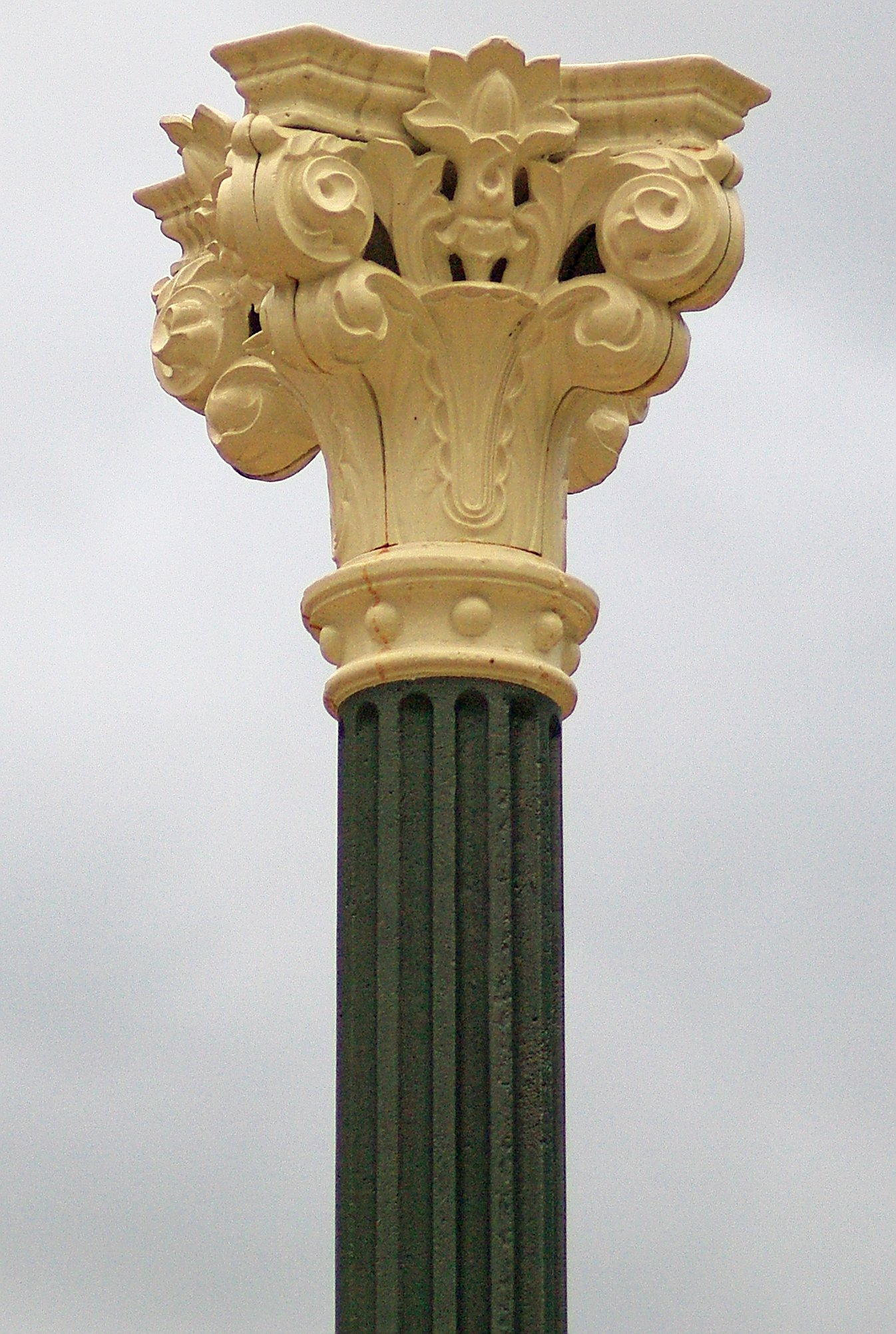
Eine der korinthischen Säulen im Biergarten im Stühlinger (2010)

Der Abriss im Februar 1997 schuf – nach 50 Jahren Provisorium – Platz für den Neubau. Unter anderem mussten die korinthischen Säulen weichen, die seit dem Umbau von 1885/86 die beiden Bahnsteigdächer an Gleis 1 getragen hatten. Einer Wiederverwendung stand eine komplizierte Höhenanpassung des Daches entgegen und so verschenkte die Bahn die Säulen. Ein Teil davon ging an die Museumsbahn Wutachtal, an deren Bahnhof Weizen eines der alten Bahnsteigdächer komplett wiederaufgebaut wurde. Die restlichen Säulen lagerte die Stadt auf dem Bauhof des Tiefbauamtes ein, bis sie im Sommer 2010 als Dekoration für einen Biergarten in Bahnhofsnähe Verwendung fanden. Diesen Standort kritisierte der Bürgerverein Stühlinger: Er betrachtete die Säulen als sein Eigentum und hätte sie lieber in einer benachbarten Grünanlage gesehen.
Am 29. September 1999 konnte der neue Hauptbahnhof eröffnet werden; die komplette Bahnhofszeile folgte am 18. Juli 2001. Obwohl nur ein Erbbaurecht vorgesehen war, erwarb nach dem Neubau der Investor Bilfinger Berger das Eigentum an dem Grundstück, was für die Deutsche Bahn eine Premiere war. Während die Bahn die Vermietung der an den Bahnbereich angrenzenden Räume übernimmt, wird der Rest des Gebäudekomplexes daher von Bilfinger Berger vermietet.

### Verbindungssteg im „Windfenster“

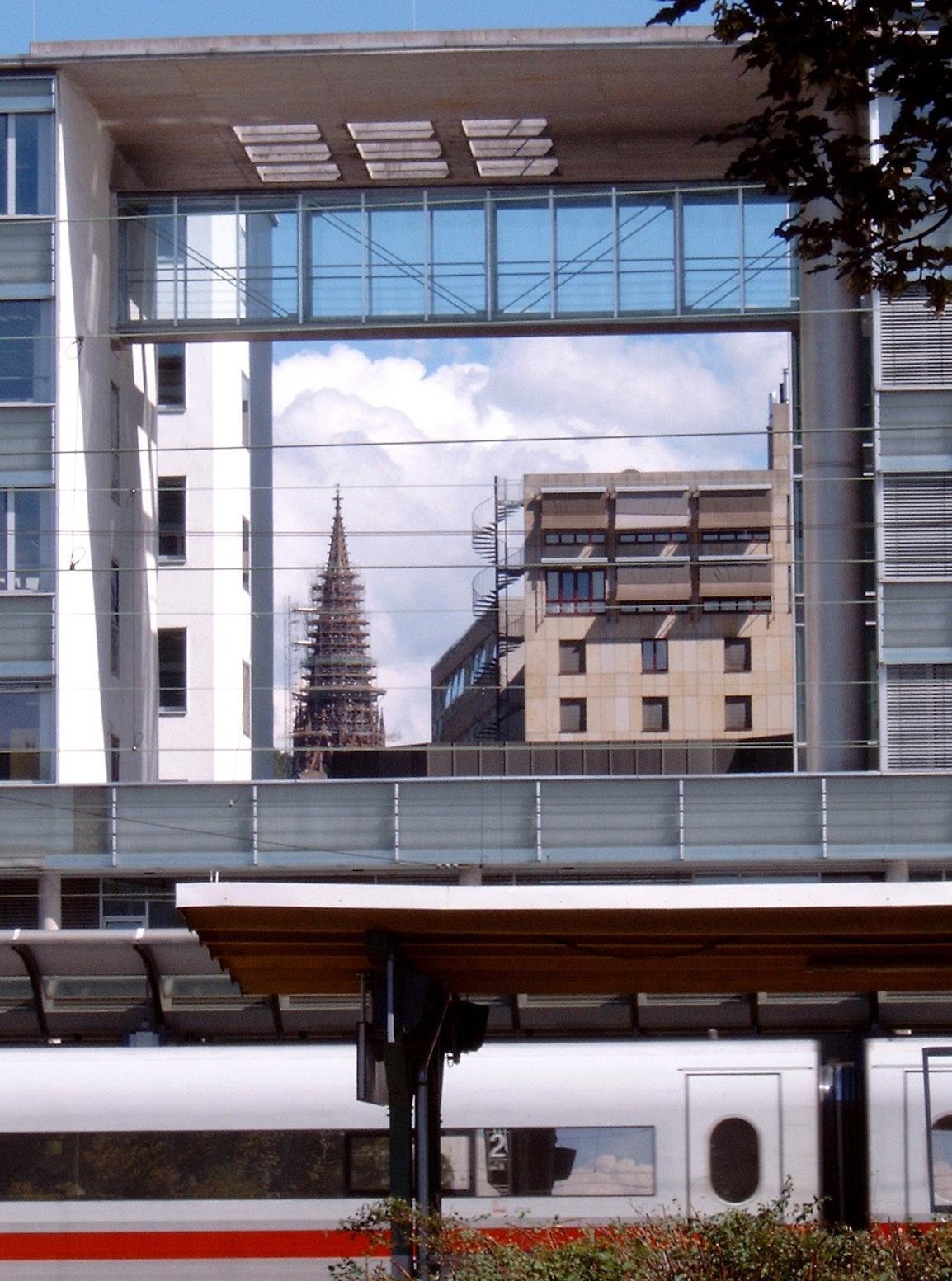
Verbindungssteg im „Windfenster“ von der Gleisseite aus, dahinter der Münsterturm und das frühere Hotel Rheingold (2006)

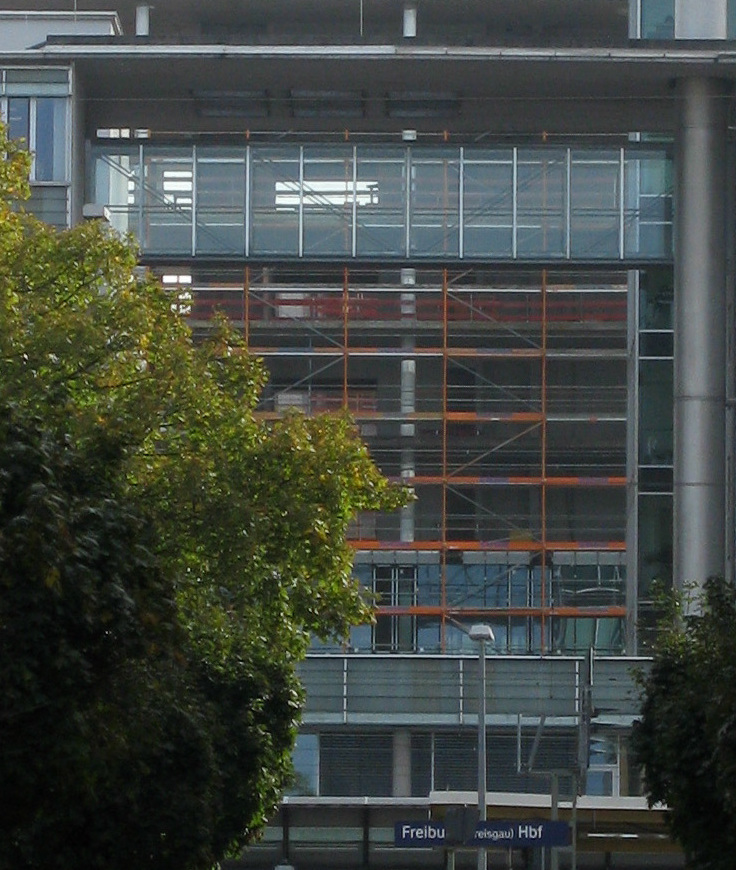
Windfenster mit Volksbank Neubau 2019

VarTec Telecom Europe Ltd., ein Tochterunternehmen von VarTec Telecom Inc. aus Dallas, mietete Büroflächen auf beiden Seiten des „Windfensters“. Dafür installierte Bilfinger Berger im Jahr 2000 ohne Wissen der Stadtverwaltung einen Glasgang im sechsten Stock, der seitdem das „Windfenster“ überspannt. Die Stadt genehmigte den Steg zunächst nicht und ließ auf Kosten von Bilfinger Berger ein Gutachten über die Auswirkungen des Stegs auf die Durchlüftungsverhältnisse einholen. Dieses kam zum Ergebnis, dass der Steg „gemessen an der gesamten Dimension des Bauwerkes nur relativ geringe Auswirkungen auf die Durchlüftung ausweist“. Beziffert wurden diese Auswirkungen mit 0,5 % für den verglasten Steg und mit 0,2 % für eine Variante ohne Verglasung. Wegen der geringen Beeinträchtigung der Durchlüftung und um die Ansiedlung von Vartec nicht zu gefährden, die 400 Arbeitsplätzen versprach, wurde auf eine Abbruchanordnung des Steges verzichtet. Es wurde ein Bußgeldverfahren eingeleitet, das in der Zahlung von 70.000 DM mündete.
Zusätzliche Bedingung für den Erhalt des Steges war, „dass der jeweilige Mieter die gesamten Flächen der angrenzenden Geschosse der Gebäudeteile in Anspruch nimmt“. Ende 2004 erwarb die britische Carphone Warehouse Group VarTec Telecom Europe vom insolventen Mutterunternehmen. Ende Juni 2005 wurde das VarTec-Call-Center geschlossen, in dem zu diesem Zeitpunkt über 120 Menschen beschäftigt waren. Die Voraussetzungen zum Erhalt des Steges waren nicht mehr gegeben, sodass 2007 neu verhandelt werden musste. Die Stadt versprach, den Steg weiter zu dulden, so er innerhalb von zwei Monaten nach Ablauf der Mietverträge über die angrenzenden Flächen zurückgebaut werden würde.
Der 31. Mai 2017 wurde als spätester Termin für den Rückbau vereinbart. Da der Mietvertrag noch immer Bestand hatte, ersuchte im Jahr 2017 Bilfinger Berger die Stadt, den Steg weiterhin zu dulden. Die Stadtverwaltung beschloss, den Steg zu legalisieren, wenn er luftdurchlässiger gestaltet würde und Bilfinger Berger die Baulast akzeptiere, keine weiteren Verbindungsstege zu bauen. Bis zum Frühjahr 2020 war der Steg noch nicht umgestaltet, allerdings erhebt sich inzwischen der 45 Meter hohe Neubau der Volksbank östlich des Windfensters. Die Stadt behauptet, dies beeinträchtige die Luftzirkulation nicht. Dirk Schindler, Professor am Institut für Umweltmeteorologie der Uni Freiburg, zweifelt daran. Weil der Gebäudeeigentümer die Umgestaltung des Stegs noch nicht umgesetzt hat, kündigte das Baurechtsamt an, die nächsten Schritte prüfen zu wollen.

### Veränderungen seit der Jahrtausendwende
Auf 500 m² Fläche wurde im Jahr 2001 ein Call-Center der DB Dialog für über 60 Mitarbeiter eingerichtet.
Im September 2002 war der Hauptbahnhof Teil des Projektes der Deutschen Bahn, an den 63 größten IC/ICE-Bahnhöfen Deutschlands Raucherzonen einzurichten. Erst fünf Jahre später wurden solche Bereiche gesetzlich erforderlich. Am 29. Januar 2003 wurde um 11:00 Uhr am Hauptbahnhof der ICE 301 auf den Namen Freiburg im Breisgau getauft. Im Jahr 2004 wurde das Bahn-Call-Center zusammen mit sieben anderen von damals insgesamt 13 Call-Centern des Unternehmens geschlossen.
Im Jahr 2009 hielten am Hauptbahnhof etwa 250 Züge pro Tag, aus denen, beziehungsweise in die, täglich 60.000 Reisende ein- oder ausstiegen. Zudem passierten weitere 50 bis 150 Züge pro Tag den Bahnhof, ohne anzuhalten. Damit ist die Kapazitätsgrenze weitgehend erreicht, zumal sich die Zahl der Reisenden seit 1979 verdoppelt hat.
Bislang sind die einzelnen Gleise nur über die Stühlingerbrücke am südlichen Ende der Bahnsteige mittels Aufzügen barrierefrei erreichbar, die von der VAG betrieben werden. Um eine zuverlässigere und komfortablere Barrierefreiheit zu erreichen, soll die bislang nur von Gleis 1 bis Gleis 7 führende und mangels Durchgängigkeit eher wenig genutzte nördliche Unterführung von der Deutschen Bahn bis Ende 2028 mit Aufzügen ausgestattet und bis Gleis 8 zur Wentzingertraße im Stühlinger verlängert werden. Der zusätzliche Ausgang soll dann in etwa auf Höhe der Egonstraße in die Wentzingerstraße einmünden.

## Architektur
Das erste Empfangsgebäude im Rundbogenstil mit neuromanischen Elementen wurde im Jahr 1845 errichtet; ein Provisorium nach der Zerstörung 1944/45 überdauerte 50 Jahre. Erst um die Jahrtausendwende wurde es durch ein Ensemble aus Bahnhofshalle, Einkaufszentrum sowie Hotel- und Bürotürmen ersetzt.

### Erstes Gebäude (1845–1945)

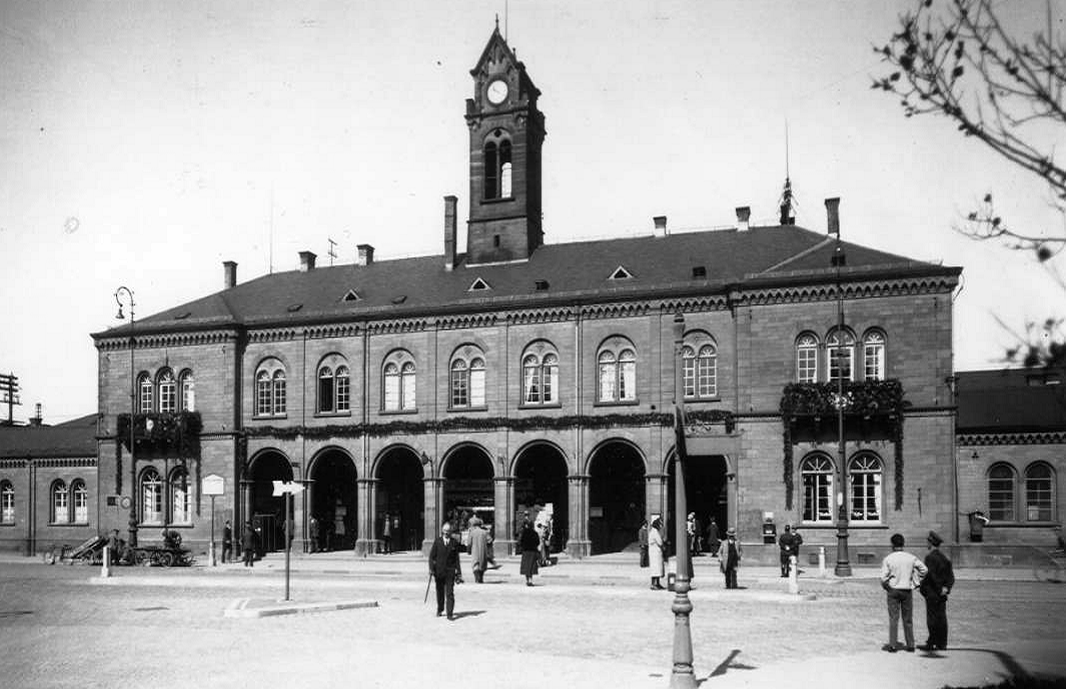
Empfangsgebäude (1890)

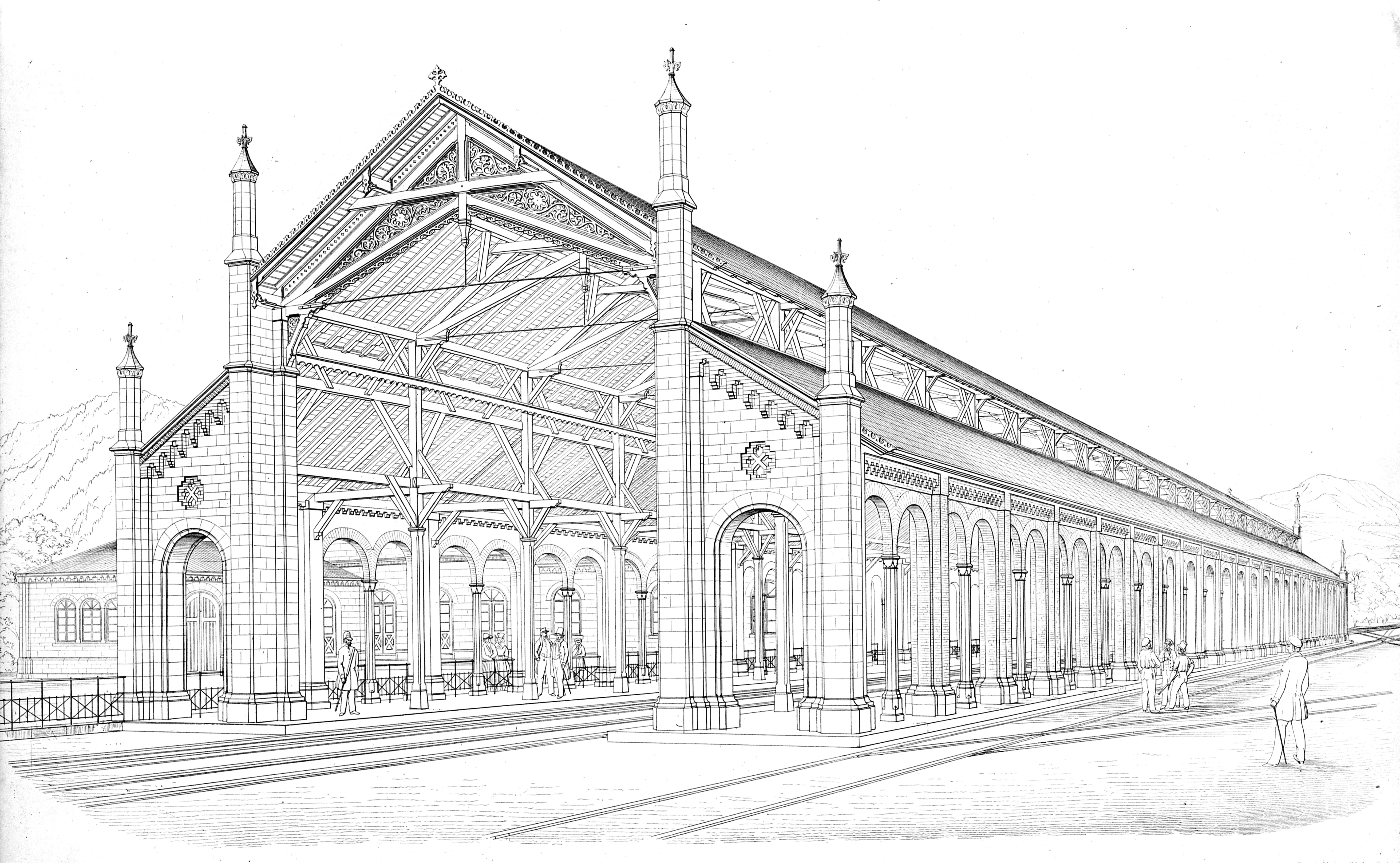
Zeichnung der Bahnhofshalle von Friedrich Eisenlohr (um 1845)

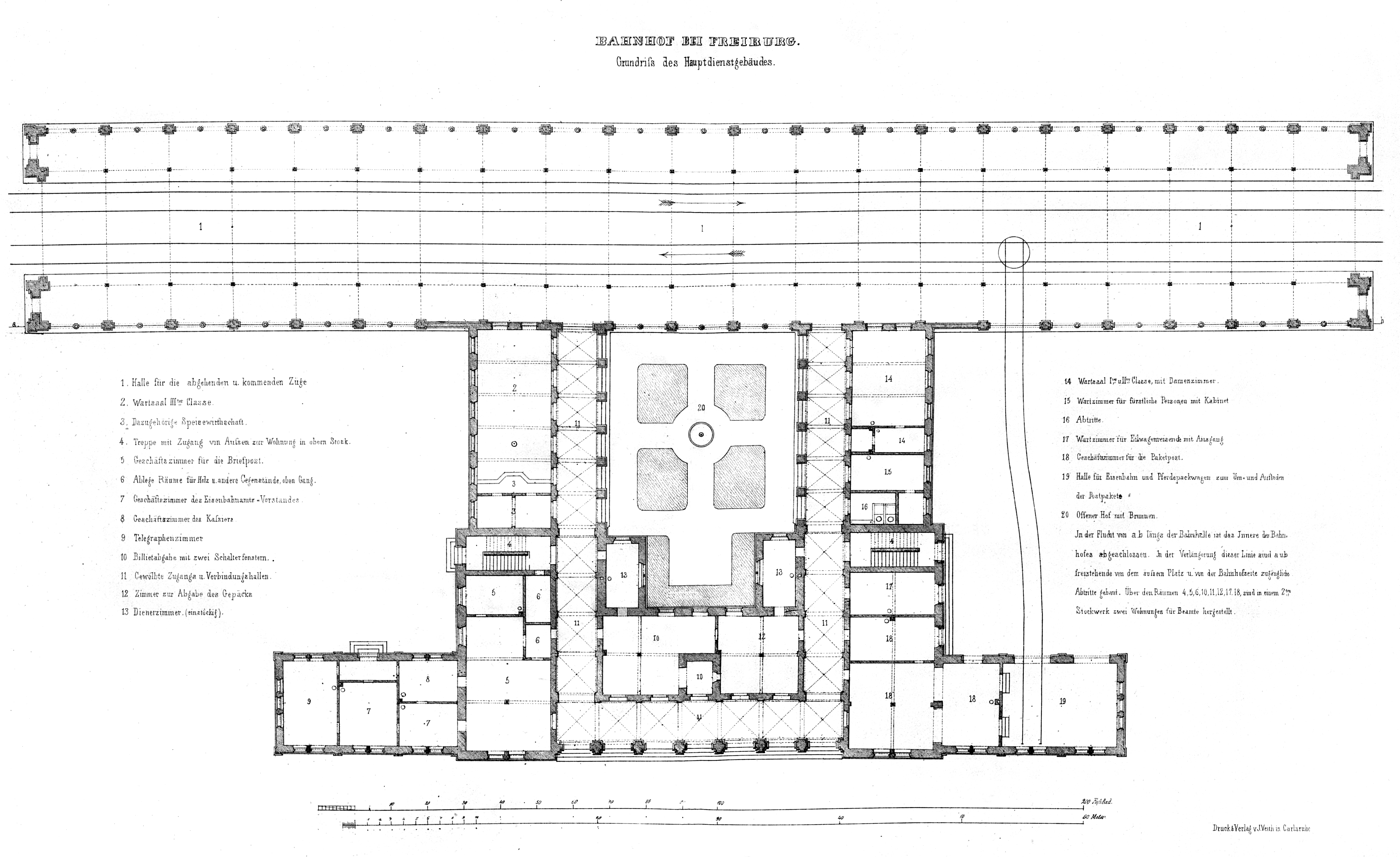
Grundriss des Hauptbahnhofs von Eisenlohr

Das nach Plänen des Architekten Friedrich Eisenlohr gebaute zweigeschossige Empfangsgebäude zeichnete sich im historisierenden Zeitstil durch viele neuromanische Bauelemente aus. Wie bei den restlichen bedeutenderen Bahnhöfen, wurde das Gebäude in Freiburg im Rundbogenstil umgesetzt, was den bevorzugten Einsatz rundbogiger Wand- und Arkadenöffnungen erklärt. Das Gebäude fügte sich damit nahtlos in die Reihe von Bahnhöfen ein, die Eisenlohr entlang der bestehenden Bahnstrecke platzierte:

„Die repräsentativen in Stein ausgeführten Empfangsgebäude stehen mit ihren blockhaften Baukörpern, flachen Walmdächern und symmetrischer Fassadengliederung in der Tradition des Klassizismus. In der Tradition seines Lehrers Heinrich Hübsch bevorzugt Eisenlohr aber unverputzten Werkstein und setzt den Rundbogenstil für Wand- und Arkadenöffnungen ein. Neben klassizistischer Ornamentik setzt er gotisierende Zierformen ein.“

Mit dem Verzicht auf Putz beabsichtigte Eisenlohr laut eigener Aussage „überall sichtbares Material und unverhüllte wirkliche Konstruktion und darauf sich gründende Formenausbildung, also keine Scheinform, sondern Wahrheit“. Durch rötlichen Sandstein hob er die hervortretenden Fassadenelemente auf dem sonst hellen Wandhintergrund hervor. Das Empfangsgebäude besaß eine Länge von 70 Metern, von denen 40 zweistöckig ausgeführt waren. In seine Vorhalle gelangte man über einen von sieben Bögen, die sich zwischen zwei Seitenrisaliten befanden und von „lisenenhaften Pilastern“ gebildet wurden. Auch diese architektonischen Stilmittel stehen in Beziehung zur Antike und der von ihr inspirierten frühen Renaissance. Über dem Dachreiter erhob sich eine Turmuhr, die in frühen Zeichnungen von einer „grazilen Turmspitze“ bekrönt war. Nachdem die Turmspitze später entfernt worden war, was bereits auf Fotografien um 1910 sichtbar ist, empfand der Denkmalpfleger Manfred Berger die Uhr „noch mehr als Fremdkörper auf dem sonst ausgewogenen Bau“. Im Erdgeschoss befanden sich die Büros der Bahnbediensteten sowie Räume für das Telegrafenamt und die Post. Im zweiten Stockwerk gab es Wohnungen für Bahnbedienstete.
Zwischen der Bahnsteighalle und dem Empfangsgebäude lag ein offener Hof mit Brunnen, der nach dem Vorbild eines griechischen und römischen Atriums ausgeführt war. Zu dessen Seiten befanden sich für die Reiseverkehr notwendigen Räumlichkeiten, darunter die drei Wartesäle für die erste bis dritte Klasse. Dieser Verbindungsbau war, im Gegensatz zu vielen anderen damaligen Bahnhofsbauten, quer zu den Gleisen angeordnet. So gelang es Eisenlohr, die Bahnsteighalle und das Empfangsgebäude trotz der Verbindung als eigene architektonische Einheiten zu belassen. Allerdings mussten die Reisenden einen längeren Fußweg in Kauf nehmen.
Die Bahnsteighalle war mit 110 Meter Länge, 16,30 Meter Breite und einer Firsthöhe von 12,30 Metern die größte Badens. Sie bestand aus drei Schiffen im Stil einer Basilika, deren Dächer leicht nach außen entwässert werden konnten. Dies war eine Verbesserung gegenüber dem Mannheimer Hauptbahnhof, die nur aus zwei Schiffen bestanden und bei der es Probleme mit der Entwässerung gegeben hatte. Das Schieferdach ruhte auf einer Konstruktion aus einheimischem Holz, da Eisenlohr aus Kostengründen auf das teure Gusseisen verzichtet hatte. Trotzdem wurde dieser Bahnhof, wie viele andere badische Bahnhöfe von den Landständen zunächst „ob seiner Opulenz“ kritisiert.
Die Stirnwände der Halle bestanden ebenfalls aus rotem Sandstein, die Seitenwände aus weißem Backstein. Optisch verlängert wurde das Gebäude durch die Anordnung von Säulen zwischen den Pfeilern, welche die Anzahl der Öffnungen verdoppelten. Der Obergaden war durchgehend ausgeführt und gab teilweise den Blick auf die Tragkonstruktion frei. Die giebelseitigen Pfeiler waren mit gotischen Fialen besetzt. Durch ihr Gewicht erhielt das Gebäude zusätzliche Stabilität, um der Belastung zu widerstehen, die von längsseitig angreifendem Wind ausging. In der Halle befand sich eine Drehscheibe; Postwaggons konnten direkt be- und entladen werden, da die Pferdefuhrwerke bis an das Gleis fahren konnten.

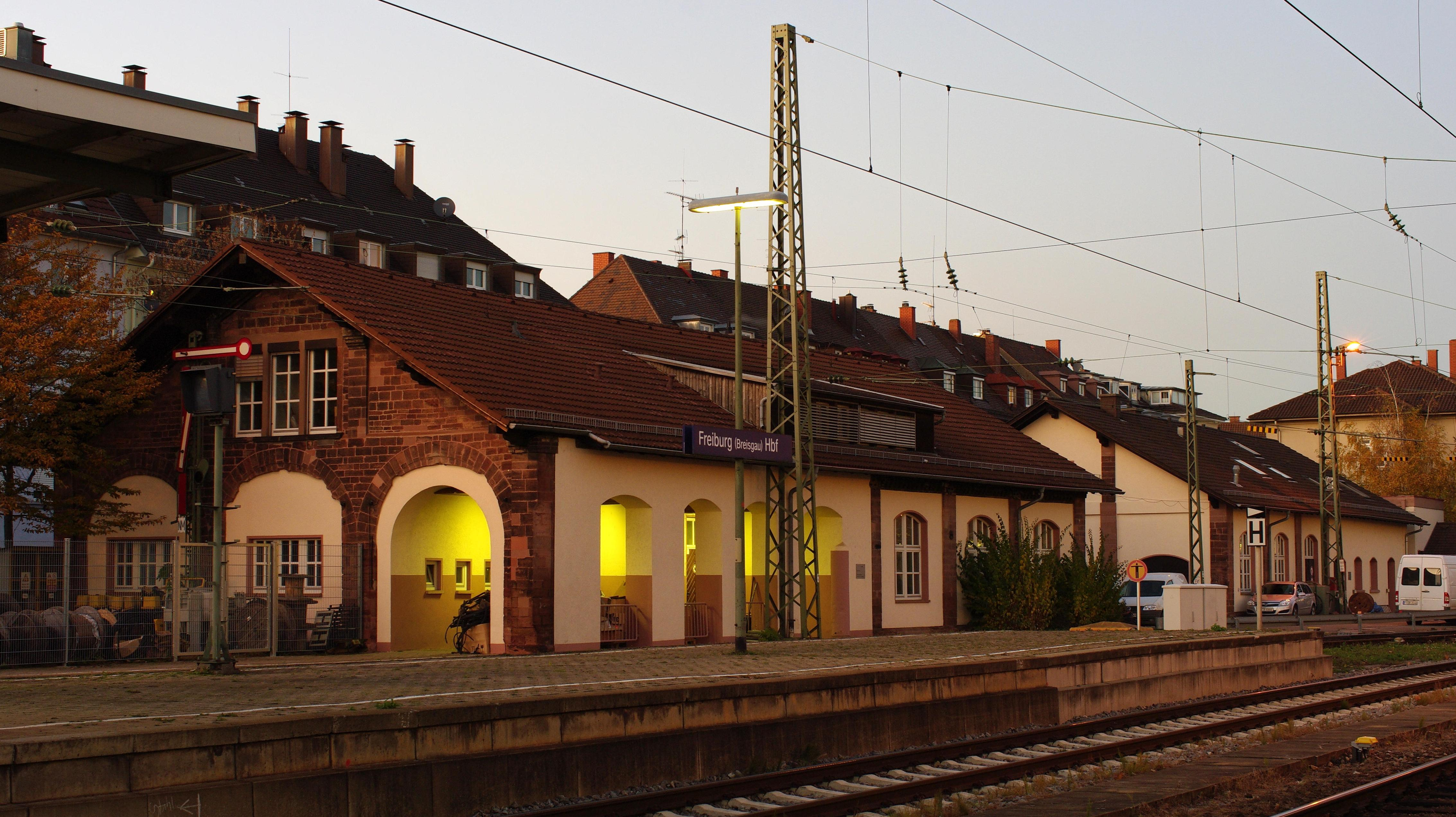
Ehemalige Wagenremisen von 1845 neben Gleis 8

Als der Güterbahnhof noch nicht räumlich vom Personenbahnhof getrennt war, hatte die Freiverladung unter möglichster Ausnutzung der vorhandenen Verladegleise und Verladestraßen auf beiden Seiten des Bahnhofs stattzufinden. Auf der Westseite des Bahnhofs befanden sich größere Verladeplätze und die Verladekräne, mit Ausnahme eines großen Bockkrans. Die Güterhallen lagen auf der Ostseite des Bahnhofes. Die Empfangsgüterhalle enthielt zugleich das Zolllager. Die Empfangs- und Versandhalle waren je 99 Meter lang und nur 13,5 Meter breit. Die Eilguthalle besaß eine Lagerfläche von 640 m².
Die einzigen erhaltenen Gebäude der ersten Bahnhofsanlage sind die beiden unter Denkmalschutz stehenden Wagenhallen zwischen der Wenzingerstraße und Gleis 8 aus dem Jahr 1845.

### Zweites Gebäude (1949–1999)

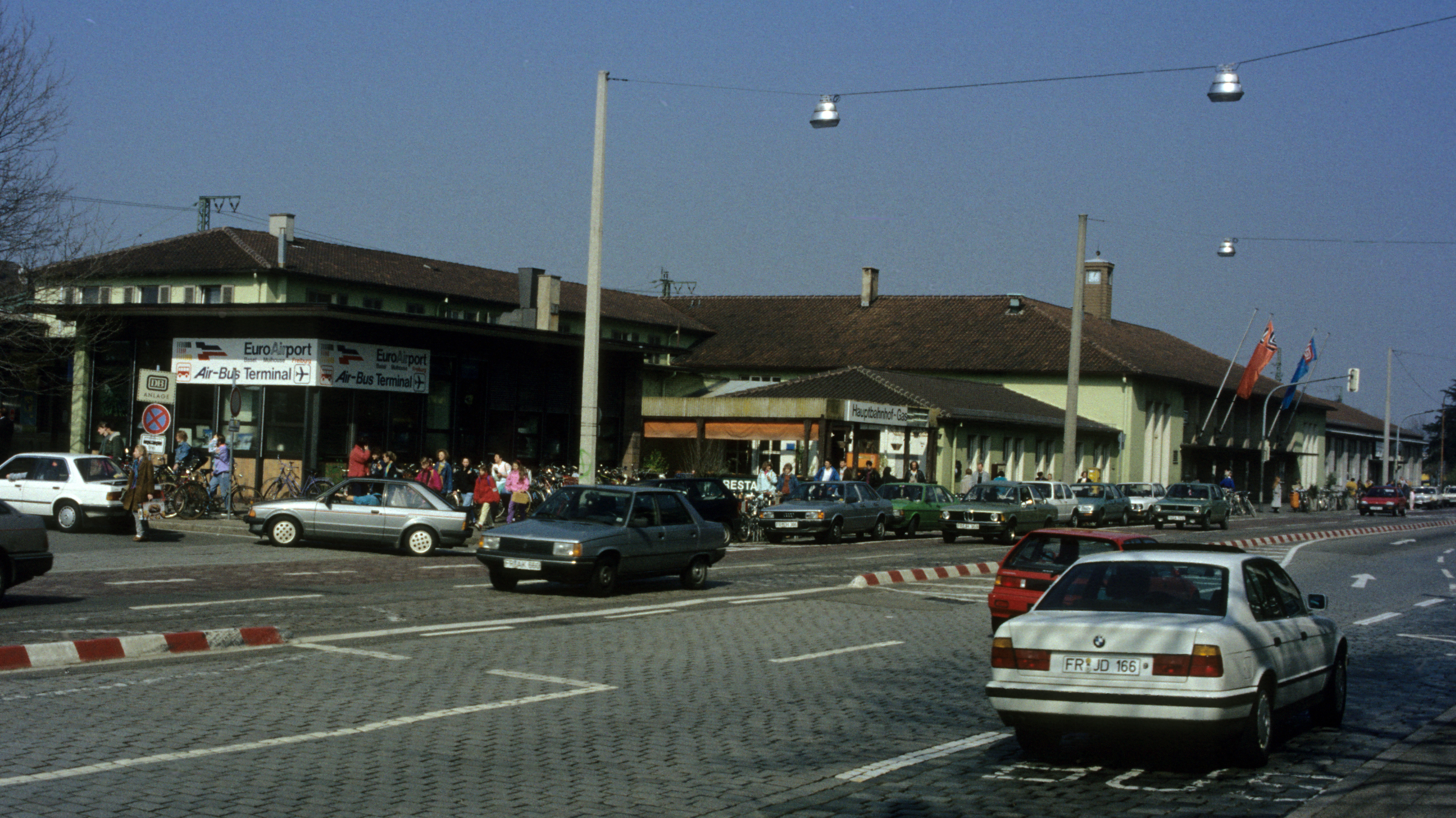
Das Provisorium von 1949

Der Mangel an finanziellen Mitteln, Baumaterial und Baumaschinen ließ eine architektonisch aufwändige Lösung von Anfang an ausscheiden. Daher wurde die Weiterverwendung der intakt gebliebenen Fundamente und des Kellergeschosses entschieden. Auf dieser Basis entstand ein Grundriss mit massivem Mittelbau und zwei niederen Seitenflügeln in Leichtbauweise, die später eingeschossig erweitert oder auch durch mehrgeschossige Bauten ersetzt hätten werden können. Entworfen worden war der Bau von Oberreichsbahnrat und Architekten Walter Lay.
Die Stahlkonstruktion des Oberlichtes des alten Gebäudes hatte den Angriff ebenfalls überstanden. Durch die Wiederverwendung des Bauteils mit 15,60 × 12,40 Metern konnte der Mittelteil des Gebäudes ausreichend mit natürlichem Licht versorgt werden, was aufgrund der Raumhöhe der Halle, die lediglich 5,50 Meter betrug, ansonsten nicht möglich gewesen wäre. Im Gegensatz zu ihren Vorgängern waren die Wartesäle nicht mehr nach Fahrkartenklasse sortiert, sondern unterschieden zwischen Rauchern und Nichtrauchern. In Erinnerung an den alten Bahnhof hatte man ein Uhrtürmchen auf dem Dach platziert.
Die Haupthalle, die zwischen 1947 und 1949 für 300.000 DM vom Bauunternehmen Bilfinger Berger errichtet wurde, fand in der Badischen Zeitung aufgrund ihrer „äußerst geschickten Raumaufteilung“ Anerkennung, insbesondere aufgrund der Tatsache, dass lediglich 30 Meter zwischen Bahnsteig und Vorplatz für den Bau zur Verfügung standen. Mit ihren 520 m² Fläche war die Halle sogar größer als ihre Vorgängerin. Die englische Zeitschrift The Railway Gazette beschrieb das Gebäude im Jahr 1950 zudem als „nicht nur adäquat für den Zweck, sondern auch architektonisch zufriedenstellend“.

### Drittes Gebäude (seit 2001)

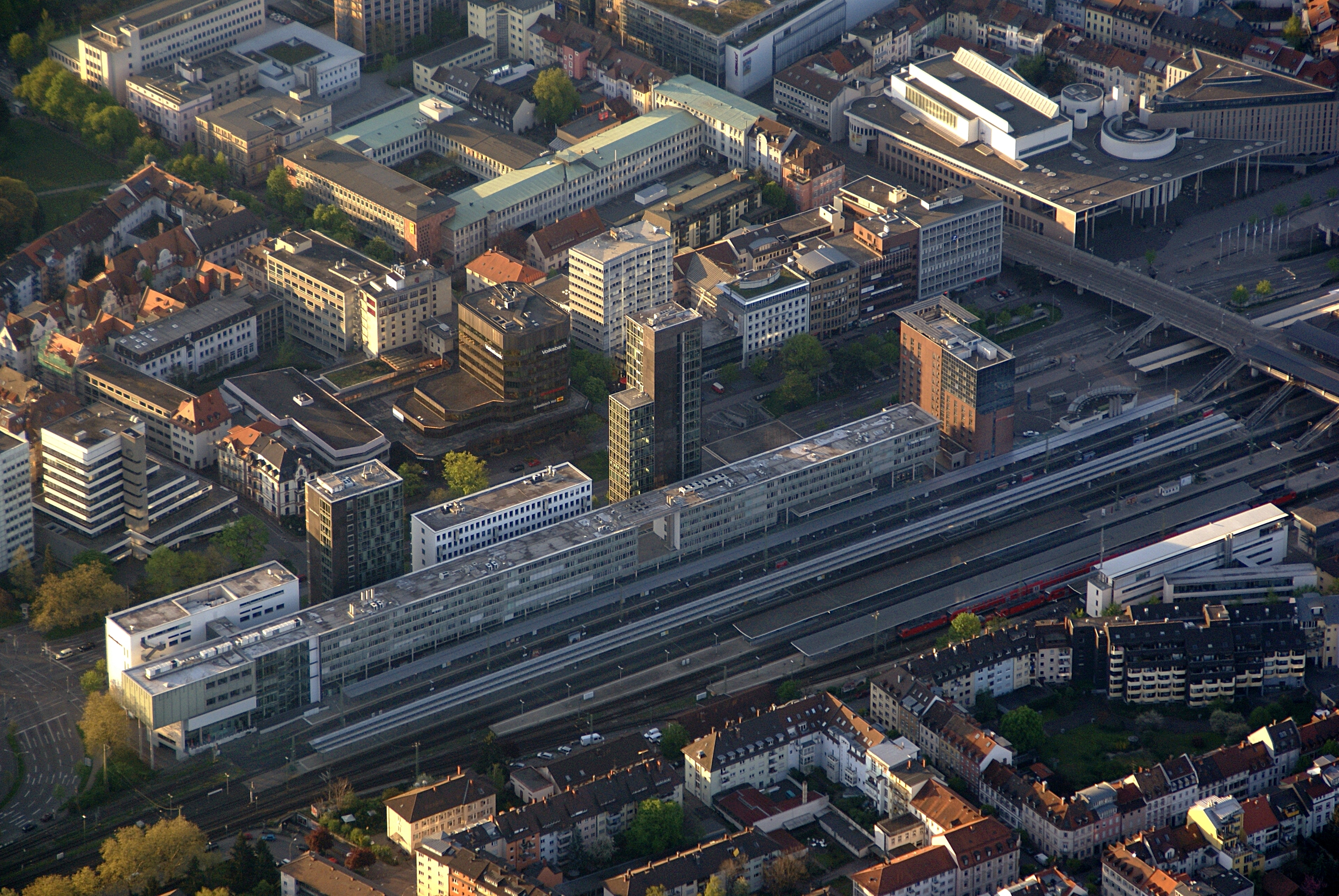
Vogelperspektive

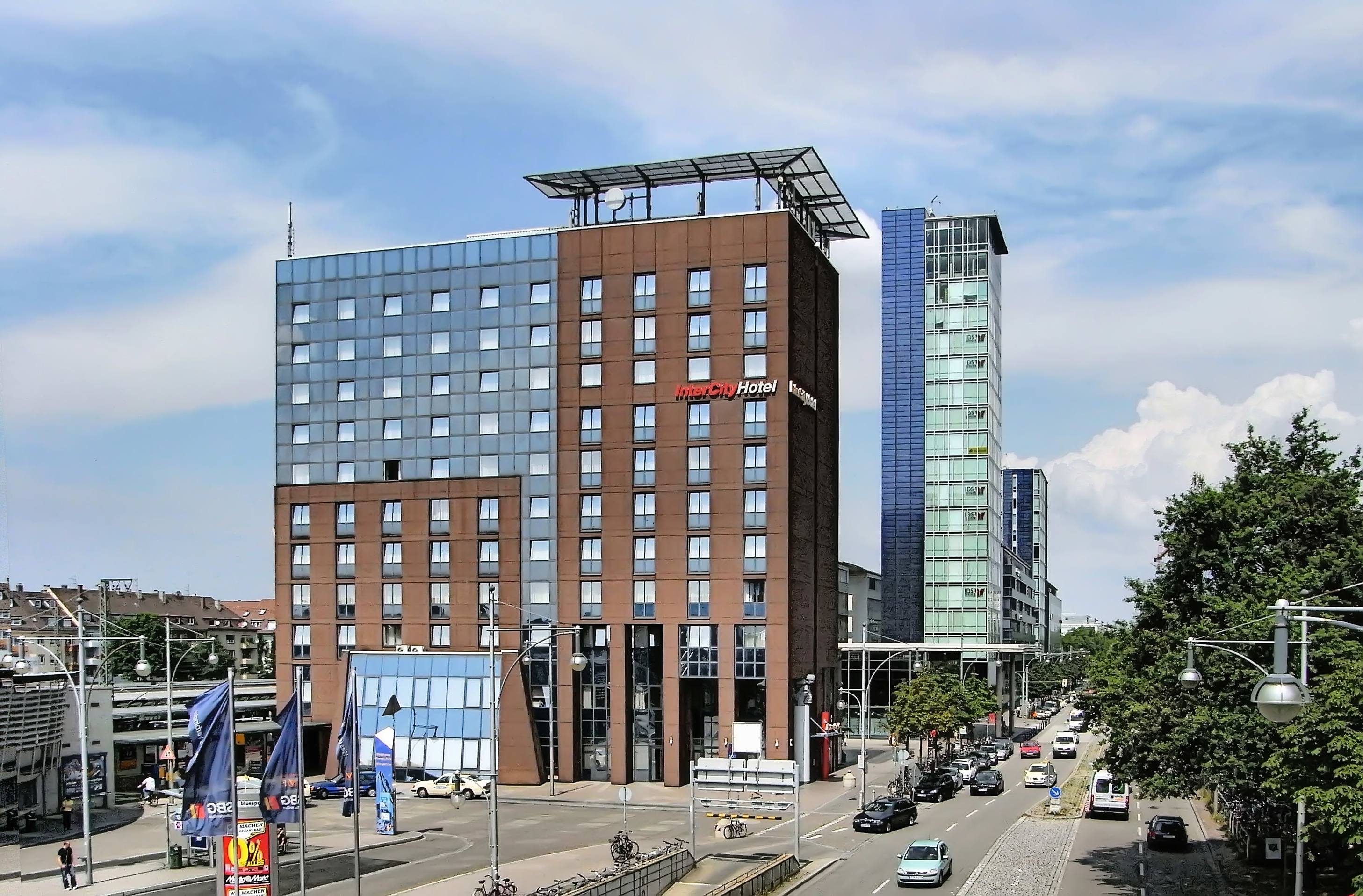
Südseite

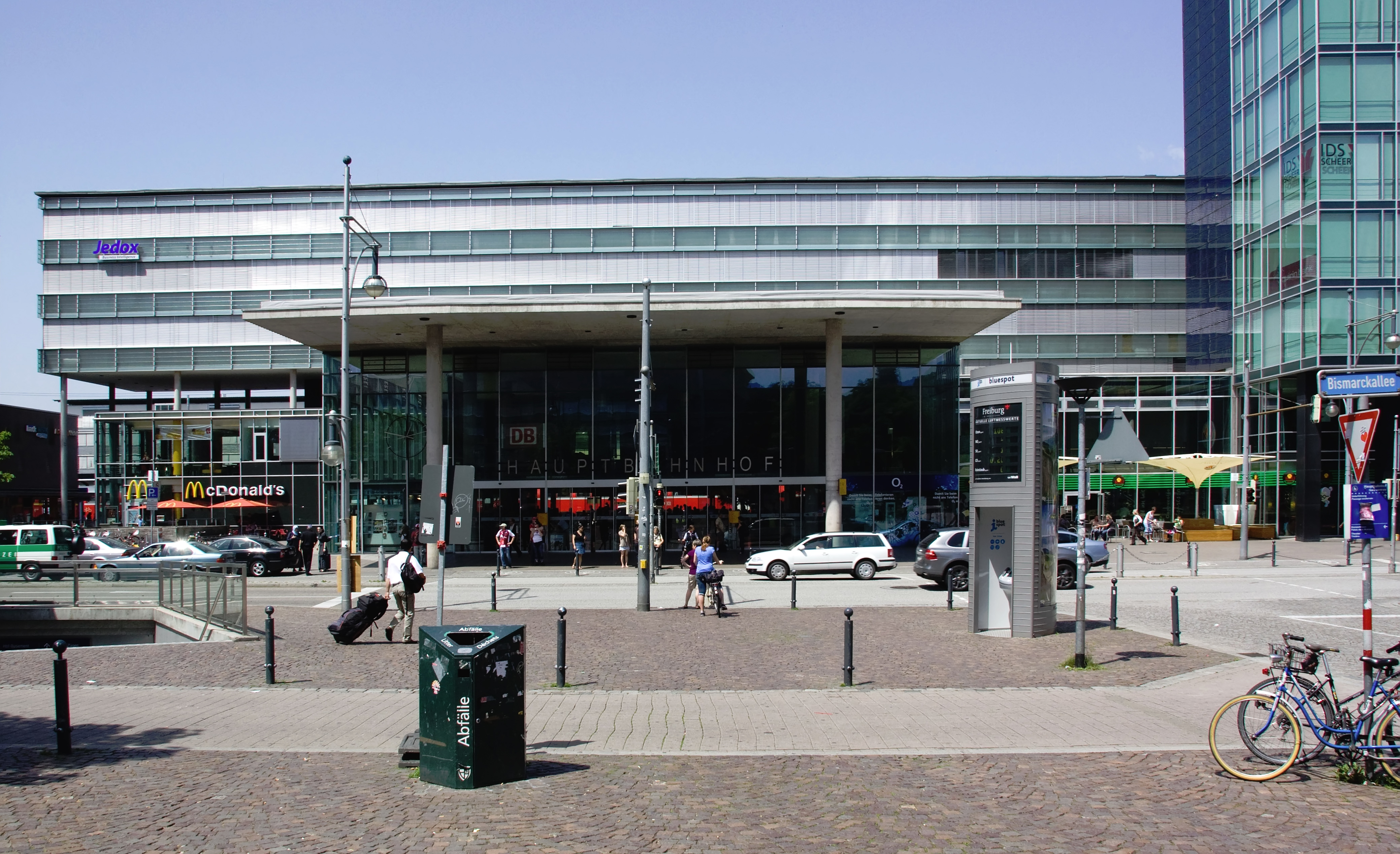
Eingang zur Empfangshalle mit freischwebendem Dach

Das Provisorium wurde abgerissen und durch einen kompletten Neubau ersetzt. Das neue Empfangsgebäude ist mit einer Brutto-Grundfläche von 40.000 m² und einem Brutto-Rauminhalt von 230.000 m³ bedeutend größer als der alte Komplex. Der Bau kostete insgesamt 61,4 Millionen Euro.
Dessen Kern bilden zwei Gebäude mit jeweils sechs Stockwerken (22 Meter Höhe) und einer Länge von 275 Metern am Gleis und 265 Metern an der Bismarckallee sowie zwei Bürotürme mit einer Höhe von 44 beziehungsweise 60 Metern. Sie befinden sich gegenüber der Eisenbahn- bzw. der Rosastraße. Der höhere der beiden Türme ist nach dem Freiburger Münster das zweithöchste Gebäude der Altstadt.
Oberhalb des zweiten Stockwerks sind die beiden Gebäude durch ein Glasdach verbunden, unter dem sich die Empfangshalle und die daran angeschlossene Markthalle mit DB-Reisezentrum befinden. Zusätzlich finden sich in der Markthalle und auf der darüber liegenden Empore eine Vielzahl von Restaurants und Geschäften. Die restlichen Stockwerke bieten zusammen mit den beiden Bürotürmen 25.000 m² Bürofläche. In den beiden oberen Stockwerken des höheren Turms befand sich bis Februar 2018 das Kagan, eine Kombination aus Café, Bar und Diskothek. Im Herbst 2018 hat dort das Neko (Bar und Club) eröffnet.
Von der Empfangshalle aus gelangt man über Rolltreppen und einen gläsernen Aufzug in das Untergeschoss, wo sich ebenfalls Geschäfte befinden. Von dort sind alle Bahnsteige, die Bahnhofstiefgarage und der Zentrale Omnibusbahnhof zu erreichen. Über eine Treppe und einen Aufzug erreicht man die gegenüberliegende Seite der Bismarckallee mit der Eisenbahnstraße, die in die Innenstadt führt. Auf der anderen Seite der Gleisunterführung hat man über eine Rampe sowie eine Treppe zur Wentzingerstraße Zugang in den Stadtteil Stühlinger.
Beleuchtet wird die Unterführung durch ein Oberlicht, das sich ca. einen Meter über den Platz zwischen Empfangsgebäude und InterCity-Hotel erhebt. Das freischwebende Vordach des Empfangsgebäudes zitiert, laut Aussage der Architekten, das Dach des Konzerthauses; die beiden Türme beziehen sich nach Aussage des Investors hingegen auf das Freiburger Münster und die beiden Stadttore (Martinstor und Schwabentor). Nördlich des höheren Turmes werden am Baukörper auf der Gleisseite die Stockwerke drei bis sechs durch das „Windfenster“ unterbrochen, das für verbesserten Luftaustausch zwischen der Innenstadt und dem Stühlinger sorgen soll.
Die Fassade der Gebäude setzt durch den Einsatz von Glas größtenteils auf Transparenz, die Westseite ist durch den Einsatz von Fertigteilen jedoch eher dunkel gehalten. Die beiden Türme sind an der Südseite mit einer Photovoltaikanlage nach den Plänen der Solarstrom AG versehen, die als Kompensation für den Verbindungssteg im Windfenster größer als geplant ausgeführt wurde. Sie brachte dem Waldkircher Architektenbüro Harter und Kanzler eine Anerkennung bei der Verleihung des Photovoltaik-Architekturpreises 2001 des Landes Baden-Württemberg ein, der vom Informationszentrum Energie des Wirtschaftsministeriums ausgelobt worden war:

„Die Photovoltaikanlage des Freiburger Bahnhofturms ist ein weithin sichtbares Zeichen an einem Gebäude mit hoher Symbolkraft, welches im Rahmen der Expo 2000 eines der Leitprojekte zur Darstellung von Solarenergienutzung war. Das Gebäude gewinnt durch die optische Prägnanz der Solarzellen an visueller Kraft. Dies rechtfertigt in Verbindung mit dem hohen Öffentlichkeitscharakter auch die Nutzung der Fassade für die Solarenergiegewinnung – trotz der damit verbundenen geringeren Anlageneffizienz infolge der ungünstigeren Ausrichtung.“

Das Planetarium Freiburg ist im ehemaligen Ufa-Palast am Nordende des Komplexes untergebracht.

## Gleisanlagen

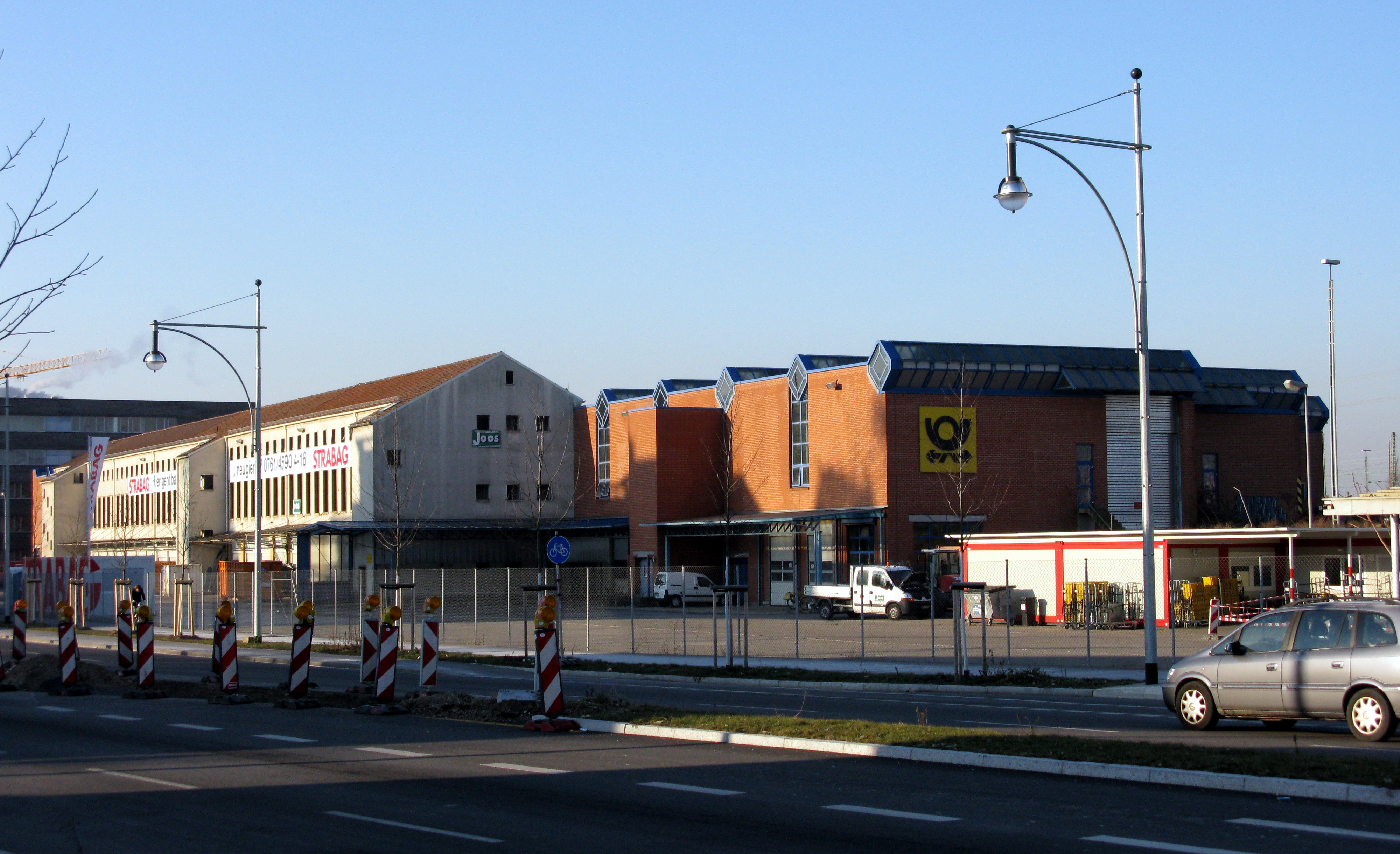
Ehemaliger Postbahnhof, Ansicht von der Heinrich-von-Stephan-Straße

Die Hauptgleise des Freiburger Hauptbahnhofs bestehen aus den je zwei Gleisen der Rheintalbahn und der Höllentalbahn sowie dem einen Fahrgleis der Bahnstrecke nach Breisach. Zwischen den Gleisen der Rheintalbahn und Höllentalbahn befindet sich ein Bahnbetriebswerk mit Abstellbahnhof, das die Höllentalbahn, die Rheintalbahn zwischen Basel und Karlsruhe sowie seit 2004 die Schwarzwaldbahn mit Rollmaterial versorgt. Zurzeit sind Lokomotiven der Baureihen 363, 146.1 und 146.2 und einige Doppelstockwagen im BW Freiburg beheimatet. Bis zum 10. Dezember 2016 wurden die Loks der Baureihe 143 noch auf der Höllentalbahn eingesetzt. Die Baureihe 111 verschwand zusammen mit den n-Wagen am 5. Juni 2011 aus Freiburg. Im Betriebswerk Freiburg existieren zwei Weichengruppen, eine weitere findet sich zwischen Bahnbetriebswerk und den Bahnsteigen. Die Gleise überqueren die Dreisam und mehrere Straßen und führen unter zwei Brücken hindurch. Die Höllentalbahn überquert zudem die Rheintalbahn. Die Deutsche Bahn hat ihren nur während weniger Jahre genutzten Postverladebahnhof verkauft. Nachdem anschließend der EK-Verlag in den Hallen seine Fahrzeuge untergestellt hatte, wurde der Postbahnhof von Januar bis Juli 2012 abgerissen.

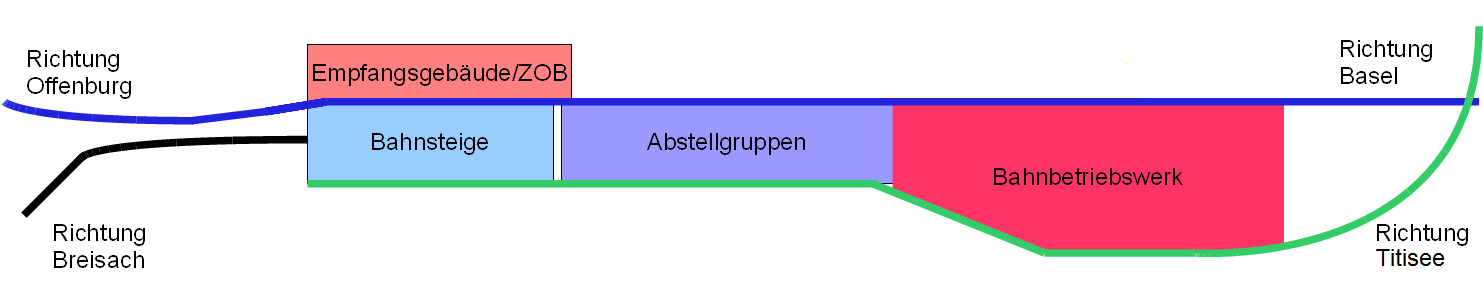
Schematische Darstellung der Gleisanlagen

### Stellwerkstechnik

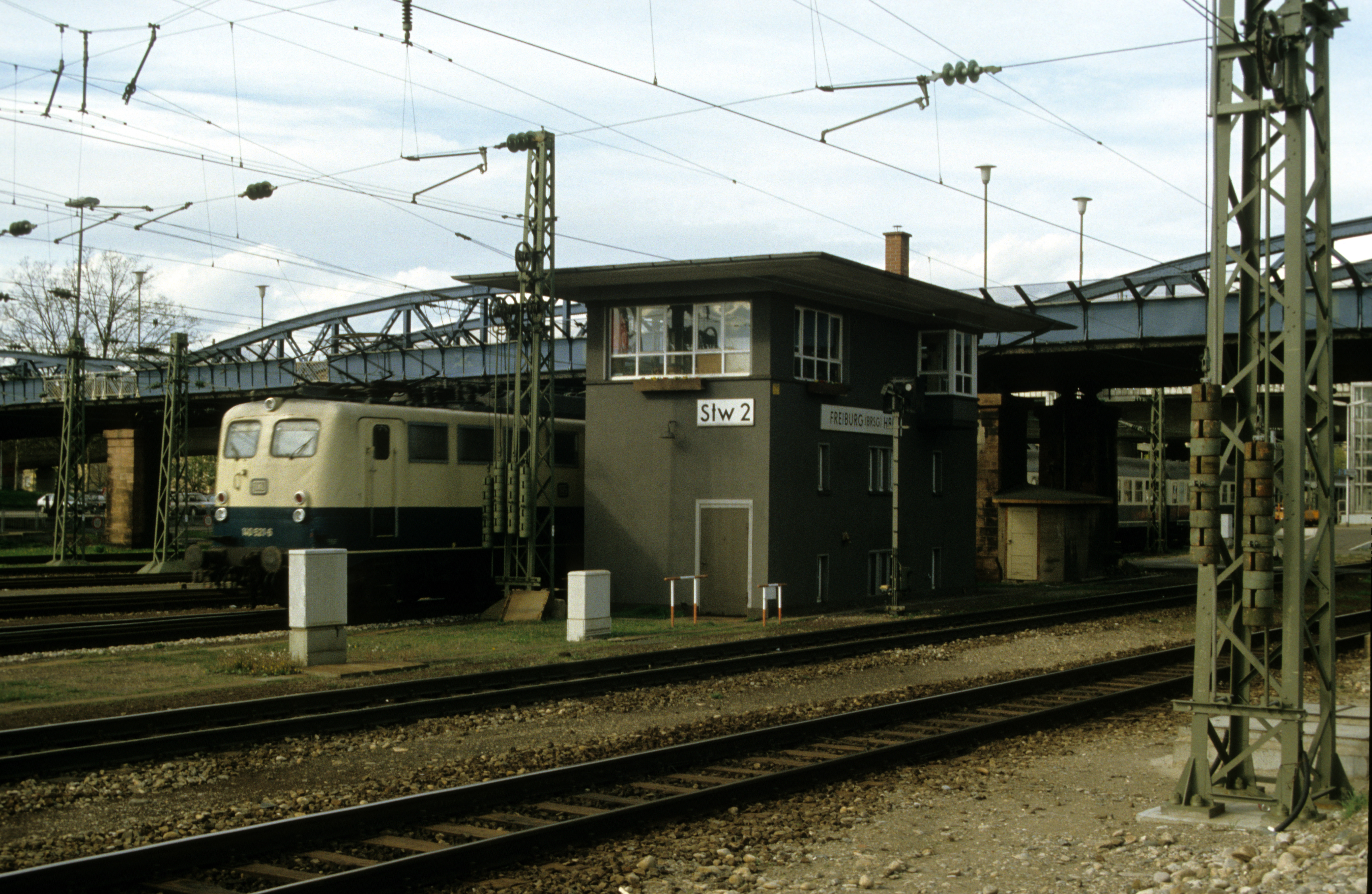
Ehemaliges Stellwerk 2 an der Wiwilíbrücke mit Ausfahrt einer Elektrolokomotive der Baureihe 140 in Richtung Basel

Seit dem 20. September 1998 befindet sich das elektronische Stellwerk Bauform L90 von Alcatel (heute: Hitachi Rail) auf der Westseite des Bahnhofs im Einsatz. Mittlerweile befinden sich die Bedienplätze des
elektronischen Stellwerks in der Betriebszentrale der DB Netz in Karlsruhe. Neben dem Hauptbahnhof wird dort der Verkehr bis zu den Stellwerken in Wiehre, Leutersberg, Denzlingen und Gottenheim gesteuert. Ungefähr 70 Signale und 40 Weichen können von dort bedient werden. Außerdem war das Stellwerk von Beginn an Teil des Pilotprojektes CIR-ELKE zwischen Offenburg und Basel. Als einer von wenigen größeren Bahnhöfen in Deutschland ist er mit Hochleistungsblock ausgerüstet. Eine Besonderheit ist dabei die Unterteilung mehrerer Bahnsteiggleise mittels Blockkennzeichen zur Verkürzung der Zugfolgezeiten.
Bevor das neue Stellwerk eingeweiht wurde, existierten kleinere elektromechanische Stellwerke der Bauart E43, deren Name ihr erstes Baujahr 1943 bezeichnet: Stellwerk 1 im Norden (ehemals vom Planetarium Freiburg umschlossen), Stw 2 hinter der Wiwilíbrücke, Stellwerk 3, das größte, in Richtung Dreisam. Anfang des 20. Jahrhunderts mussten die drei Vorgänger dieser Stellwerke bereits 15 Signale sowie den Großteil von 113 Weichen bedienen. Dies geschah anfangs noch mechanisch, bis im Jahr 1931 die Weichen und Signale elektrifiziert wurden. 1932 erhielt Freiburg ein neues Befehlsstellwerk, wie sie in der Republik Baden zu dieser Zeit nur die Hauptstadt Karlsruhe besaß. Von diesem Zeitpunkt an steuerte und sicherte dieses Befehlsstellwerk den gesamten Fahrbetrieb. Die einzelnen Stellwerke blieben zwar bestehen, konnten aber die Signale nur noch bedienen, wenn dafür eine Freigabe des Befehlsstellwerkes vorlag. Die Übertragung der Zustimmung und die Fahrstraßenverriegelung geschah elektrisch. Die Fahrstraßen und damit die Hauptsignale waren vom Befehlsstellwerk abhängig. Die Abfertigungsbeamten auf den Bahnsteigen hatten keinen direkten Einfluss mehr auf den fahrenden Betrieb, sie waren ab diesem Zeitpunkt nur noch für die Zugabfertigung verantwortlich.
Das Stellwerk Heidenhof an der Breisacher Straße wurde 1998 ebenfalls aufgelassen. Den Rangierbetrieb im Bereich des Abstellbahnhofs erledigte das mittlerweile aufgelassene und abgetragene Stellwerk 6 am Bahnbetriebswerk. Heute wird diese Arbeit von elektrisch ortsgestellten Weichen übernommen. Das einzige übrig gebliebene Stellwerk ist das mechanische Stellwerk 5, das allein dem Rangierverkehr dient: Es verteilt die abzustellenden Züge, Loks und Wagen in ihre Gruppen, die Waschanlage und die Loks in Richtung Betriebswerk.

### Ruderalflora
Wie auf jedem anderen Bahnhof auch kann man in den Gleisanlagen des Bahnhofs Freiburg (Breisgau) Hauptbahnhof typische Ruderalpflanzen entdecken. Im September 2002 hat Dietmar Brandes die dortige Flora näher untersucht. Wie zu erwarten war, kann man die Pflanzenwelt dort mit der anderer Bahnhöfe im Großen und Ganzen vergleichen. Jedoch gab es einige Besonderheiten:
Für die Lage Freiburgs sind die teilweise reichlichen Vorkommen von Schmalblättrigem Doppelsamen (Diplotaxis tenuifolia), Schmalblättrigem Hohlzahn (Galeopsis angustifolia), Acker-Löwenmaul (Misopates orontium) und Fuchsroter Borstenhirse (Setaria pumila) üblich. Allerdings kommen auch der seltenere Schnabelsenf (Coincya monensis) und der eingeschleppte Chinesische Blauglockenbaum (Paulownia tomentosa) vor.

## Zugverbindungen

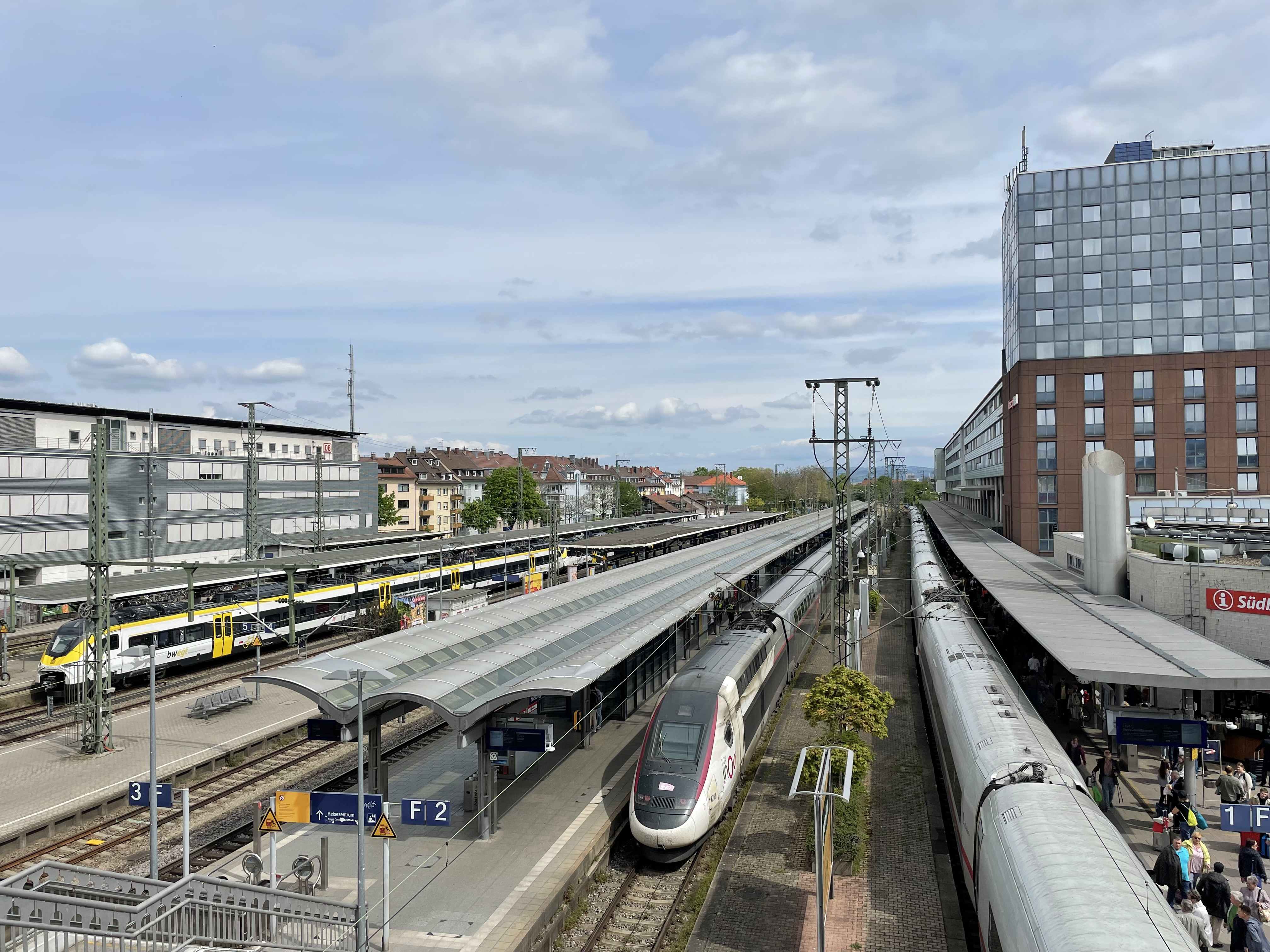
ICE, TGV und S-Bahn im Freiburger Hauptbahnhof (2023)

### Personenfernverkehr

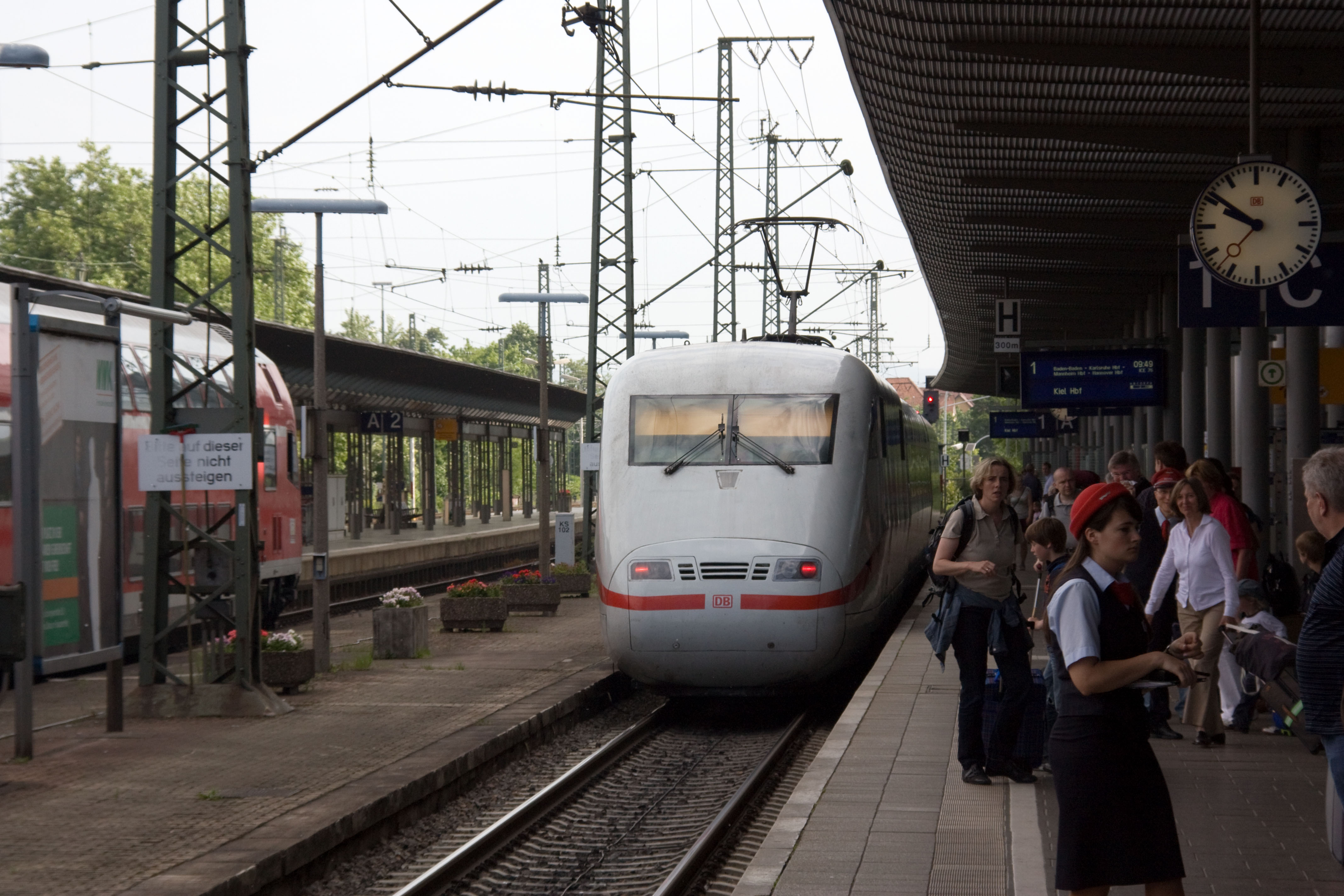
ICE 1 im Freiburger Hauptbahnhof (2009)

Im Fernverkehr bestehen vom Freiburger Hauptbahnhof regelmäßige ICE-Verbindungen nach Norden in Richtung Berlin, Hamburg und Köln von Gleis 1. Auf der Relation nach Hamburg werden einzelne Züge nach Kiel durchgebunden; auf der Verbindung Richtung Köln werden ICE 4-Triebwagen eingesetzt. Nachfolgend fahren 4 Züge pro Tag nach Hamburg und der Rest bis Köln/Dortmund und einmal täglich bis Amsterdam. Hinzu kommt der ICE 267 Baden-Kurier zwischen Basel und München. Darüber hinaus halten zwei EuroCity-Zugpaare der Relation Zürich/Interlaken Ost – Mainz – Köln – Hamburg in Freiburg. Nach Süden enden die meisten Züge in Basel SBB; ein Teil fährt weiter nach Zürich HB, Interlaken Ost oder Chur. Die Fernverkehrszüge in Richtung Norden halten meistens auf Gleis 1, in Richtung Süden auf Gleis 3.
Seit dem 26. August 2013 besteht eine direkte TGV-Verbindung der SNCF nach Paris. In den ersten fünf Jahren fuhr dieses Zugpaar über Mulhouse sowie Dijon auf der LGV Rhin-Rhône und der LGV Sud-Est. Der Gare de Lyon war nach etwa 3 Stunden und 40 Minuten erreicht. Seit dem 9. Dezember 2018 wird stattdessen eine Route über Strasbourg und die LGV Est européenne zum Gare de l’Est gewählt. Dies ist circa 30 Minuten schneller, die Fahrt dauert heute (Stand 2023) exakt drei Stunden.
Zum Fahrplanwechsel im Dezember 2017 wurde zudem ein EuroCity-Express der Relation Frankfurt – Milano Centrale mit Halt in Freiburg eingeführt.
Im Nachtzugverkehr wird der Hauptbahnhof seit Dezember 2016 durch den ÖBB Nightjet angefahren. Dieser bedient auf dem Weg von Zürich HB nach Hamburg-Altona unter anderem die Bahnhöfe Basel SBB, Frankfurt (Main) Süd.
Seit dem Fahrplanwechsel Ende 2022 gibt es auch im Nachtzugverkehr einen Nightjet / Intercity  / Eurocity / EuroNight von Zürich HB nach Berlin Hbf und Praha hlavní nádraží. Die Wagen des Eurocity/EuroNight werden dabei von der České dráhy gestellt und die des Nightjet/Intercity von der ÖBB und der SBB. Zuvor gab es die inzwischen eingestellten Nachtzüge City Night Line der Deutschen Bahn, beispielsweise nach Amsterdam und Prag. Die Verbindung nach Amsterdam wurde im Dezember 2021 durch die ÖBB wieder aufgenommen.
Im Sommerhalbjahr verbindet ein UrlaubsExpress an Einzeltagen (mindestens einmal in der Woche) Lörrach bei Basel mit Hamburg. In Juli und August verkehrt er weiter zum Ostseebad Binz. Der Zug der Train4you-Unternehmensgruppe bietet Autotransport zwischen dem Autoreisezug-Terminal in Lörrach und dem Bahnhof Hamburg-Altona. Ab Sommer 2022 verbindet zusätzlich der Alpen-Sylt Nachtexpress Basel (bzw. Lörrach) mit Hamburg und Sylt. Beide Züge halten auf dem Weg nach Norden am Freitagabend und bei der Rückkehr am Sonntagmorgen in Freiburg.
| Zuggattung  | Strecke | Taktfrequenz | Gleis |
| ----------- | --- | --- | ----- |
| ICE 12      | Interlaken Ost – Basel SBB – Freiburg (Breisgau) – Karlsruhe Hbf – Mannheim Hbf – Frankfurt Hbf – Kassel-Wilhelmshöhe – Braunschweig – Berlin Ostbahnhof | 2-Stunden-Takt | 1/3   |
| ICE 43      | Basel SBB – Freiburg (Breisgau) – Karlsruhe Hbf – Mannheim Hbf – Frankfurt Flughafen – Siegburg/Bonn – Köln (– Dortmund Hbf – Hamburg Hbf)/(- Oberhausen Hbf/Sterkrade – Utrecht Centraal – Amsterdam Centraal)                                                      | 2-Stunden-Takt bis Köln Hbf. Nach Hamburg nur um 05:52, 7:53, 9:55, 11:55. Nach Amsterdam Centraal erst ab dem 29.09.2023 um 15:13 | 1/3   |
| ICE 20      | (Chur –) Zürich HB – Basel SBB – Freiburg (Breisgau) – Karlsruhe Hbf – Mannheim Hbf – Frankfurt Hbf – Kassel-Wilhelmshöhe – Hannover Hbf – Hamburg-Altona (– Kiel)                                                                                                   | 2-Stunden-Takt |       |
| TGV         | Freiburg (Breisgau) – Emmendingen – Lahr – Offenburg – Straßburg – Paris Est | ein Zugpaar | 4/5   |
| TGV         | Freiburg (Breisgau) – Emmendingen – Lahr – Offenburg – Straßburg – Lorraine TGV – Meuse TGV – Champagne-Ardenne TGV – Paris Aéroport CDG TGV – Marne la Vallée-Chessy (Disneyland Paris) – Massy TGV – St-Pierre-des-Corps – Poitiers – Angoulême – Bordeaux-St-Jean | ein Zugpaar samstags | 2     |
| ICE 60      | Basel Bad Bf – Freiburg (Breisgau) – Karlsruhe – Stuttgart – München | ein Zugpaar | 1/2   |
| ECE 85      | Frankfurt – Mannheim – Karlsruhe – Baden-Baden – Freiburg (Breisgau) – Basel – Luzern – Bellinzona – Lugano – Chiasso – Monza – Milano Centrale/Porta Garibaldi | ein Zugpaar | 1/4   |
| EC 30       | Zürich HB – Freiburg (Breisgau) – Karlsruhe – Mainz – Essen – Bremen – Hamburg-Altona | zwei Zugpaare | 1/3   |
| NJ/IC/EC/EN | Zürich HB – Basel – Freiburg (Breisgau) – Karlsruhe – Frankfurt (Main) Hbf – Leipzig Hbf – Berlin/– Prag | ein Zugpaar(NJ409/IC60409 fährt bis Leipzig Hbf mit EC459/EN40459)                                                                 | 1/3   |
| NJ/IC       | Zürich HB – Basel – Freiburg (Breisgau) – Karlsruhe – Darmstadt – Göttingen – Hamburg | ein Zugpaar | 1/3   |
| NJ/IC       | Zürich HB – Basel – Freiburg (Breisgau) – Karlsruhe – Frankfurt – Mainz – Köln – Amsterdam | ein Zugpaar | 1/3   |
| UEx         | (Sylt (Westerland) – Husum –) Hamburg-Altona – Hamburg Hbf – Frankfurt Süd – Mannheim – Karlsruhe – Freiburg (Breisgau) – (Basel Bad Bf –) Lörrach | (saisonal im Sommer) |       |
| NEX         | Ostseebad Binz – Stralsund – Rostock – Hamburg Hbf – Frankfurt Süd – Mannheim – Karlsruhe – Freiburg (Breisgau) – Basel Bad Bf – Lörrach | (saisonal im Sommer) |       |

### Personennahverkehr
Im Nahverkehr ergeben sich zahlreiche Anschlussmöglichkeiten in alle Richtungen. Auf der Rheintalbahn werden die Züge der Regional-Express-Linie 7 nach Offenburg (vereinzelt bis Karlsruhe) und Basel durchgebunden, mit Halten unter anderem in Emmendingen, Herbolzheim (Breisgau) und Lahr (Schwarzwald) Richtung Offenburg, Richtung Basel unter anderem in Bad Krozingen, Heitersheim, Müllheim (Baden) und Weil am Rhein. Die Regionalbahn-Linien 26 und 27 werden nur in der HVZ nach Müllheim bzw. Emmendingen und Offenburg durchgebunden. Ansonsten verkehren sie ohne direkten Anschluss auf die andere Linie.
Mit den Linien S 1, S 10, S 11 und S 2 der Breisgau-S-Bahn gibt es zum Taktknoten (zur vollen und zur halben Stunde) Anschlüsse Richtung Gottenheim, Breisach, Riegel, Endingen, Kirchzarten, Titisee-Neustadt, Seebrugg, Löffingen, Donaueschingen und Villingen, sowie über Denzlingen ins Elztal nach Waldkirch und Elzach.
| Zuggattung | Strecke | Takt | Betreiber       | Gleis   |
| ---------- | --- | --- | --------------- | ------- |
| RE 7       | (Karlsruhe –) Offenburg – Lahr (Schwarzwald) – Emmendingen – Freiburg (Breisgau) – Bad Krozingen – Müllheim (Baden) – Basel Bad Bf (– Basel SBB) | 60 min                                                                                                   | DB Regio        | 1/2/3/4 |
| RE 2       | Karlsruhe – Offenburg – Lahr – Emmendingen – Freiburg (Breisgau) | Ein Zugpaar täglich                                                                                      | DB Regio        | 1/3     |
| RB26       | (Müllheim (Baden) – Buggingen – Heitersheim – Bad Krozingen – Norsingen – Schallstadt – Ebringen –) (einzelne Züge wochentags) Freiburg (Breisgau) Hbf – (Freiburg-Herdern → Freiburg-Zähringen →) (ein Zug morgens in Tagesrandlage) Gundelfingen (Breisgau) – Denzlingen – Kollmarsreute – Emmendingen – Teningen-Mundingen – Köndringen – Riegel-Malterdingen – Kenzingen – Herbolzheim (Breisgau) – Ringsheim – Orschweier – Lahr (Schwarzw) – Friesenheim (Baden) – Offenburg Stand: Fahrplanwechsel Dezember 2022                                                                                          | 60 min                                                                                                   | DB Regio        | 2/3/4/5 |
| RB27       | (Basel Bad Bf – Weil am Rhein – Haltingen – Eimeldingen – Efringen-Kirchen – Istein – Kleinkems – Rheinweiler – Bad Bellingen – Schliengen – Auggen) (außer vormittags) / Neuenburg (Baden) – Müllheim (Baden) – Buggingen – Heitersheim – Bad Krozingen – Norsingen – Schallstadt – Ebringen – Freiburg-Sankt Georgen – Freiburg (Breisgau) Hbf (– Denzlingen – Emmendingen) (einzelne Züge in Tagesrandlage) Stand: Fahrplanwechsel Dezember 2022 | 60 min                                                                                                   | DB Regio        | 1/2/3/4 |
| RB28       | Freiburg (Breisgau) Hbf – Müllheim (Baden) – Neuenburg (Baden) – Bantzenheim – Mulhouse-Ville Stand: Fahrplanwechsel Dezember 2022 | ein Zugpaar sonn-/feiertags                                                                              | DB Regio / SNCF | 4       |
| S1         | Breisach – Ihringen – Wasenweiler – Gottenheim – Hugstetten – (Freiburg-Landwasser – Freiburg Messe/Universität –) (sonn-/feiertags nur stündlich) Freiburg Klinikum – Freiburg (Breisgau) Hbf – Freiburg-Wiehre – Freiburg-Littenweiler – Kirchzarten – Himmelreich – Hinterzarten – Titisee – Feldberg-Bärental – Altglashütten-Falkau – Aha – Schluchsee – Seebrugg Züge verkehren zwischen Gottenheim und Freiburg Hbf vereinigt mit S11 von/nach Endingen, Züge nach und von Seebrugg verkehren zwischen Freiburg Hbf und Titisee vereinigt mit S10 nach/von Villingen Stand: Fahrplanwechsel Dezember 2022 | 30 min (Breisach–Freiburg Hbf) 20/40 min (Freiburg Hbf–Kirchzarten/Titisee) 60 min (Titisee–Seebrugg)    | DB Regio        | 6/7     |
| S10        | Freiburg (Breisgau) Hbf – Freiburg-Wiehre – Freiburg-Littenweiler – Kirchzarten – Himmelreich – Hinterzarten – Titisee – Neustadt (Schwarzw) – Rötenbach (Baden) – Löffingen – Bachheim – Unadingen – Döggingen – Hüfingen Mitte – Donaueschingen (– Donaueschingen-Mitte/Siedlung – Donaueschingen-Aufen – Donaueschingen-Grüningen – Brigachtal-Klengen – Brigachtal-Kirchdorf – Marbach West (Villingen-Schwenningen)) (einzelne Züge in Tagesrandlage) – Villingen (Schwarzw) Züge verkehren zwischen Freiburg Hbf und Titisee vereinigt mit S1 nach/von Seebrugg Stand: Fahrplanwechsel Dezember 2022       | 60 min                                                                                                   | DB Regio        | 8       |
| S11        | Endingen am Kaiserstuhl – Riegel am Kaiserstuhl Ort – Bahlingen am Kaiserstuhl – Bahlingen-Riedlen – Nimburg (Baden) – Eichstetten am Kaiserstuhl – Bötzingen Mühle – Bötzingen – Gottenheim – Hugstetten – (Freiburg-Landwasser – Freiburg Messe/Universität –) (sonn-/feiertags nur stündlich) Freiburg Klinikum – Freiburg (Breisgau) Hbf – Freiburg-Wiehre – Freiburg-Littenweiler – Kirchzarten – Himmelreich – Hinterzarten – Titisee – Neustadt (Schwarzw) Züge verkehren zwischen Gottenheim und Freiburg Hbf vereinigt mit S1 von/nach Breisach Stand: Fahrplanwechsel Dezember 2022                    | 30 min (Endingen–Freiburg Hbf) 20/40 min (Freiburg Hbf–Kirchzarten/Titisee) 60 min (Titisee–Neustadt)    | DB Regio        | 6/7     |
| S2         | Freiburg (Breisgau) Hbf – Freiburg-Herdern – Freiburg-Zähringen – Gundelfingen (Breisgau) – Denzlingen – Buchholz (Baden) – Batzenhäusle – Waldkirch – Kollnau – Gutach (Breisgau) – Bleibach – Niederwinden – Oberwinden – Elzach Stand: Fahrplanwechsel Dezember 2022 | 30 min (Freiburg–Bleibach) 30/60 min (Bleibach–Elzach wochentags) 60 min (Bleibach–Elzach am Wochenende) | SWEG            | 4/5/6/8 |

## Verkehrsanbindung

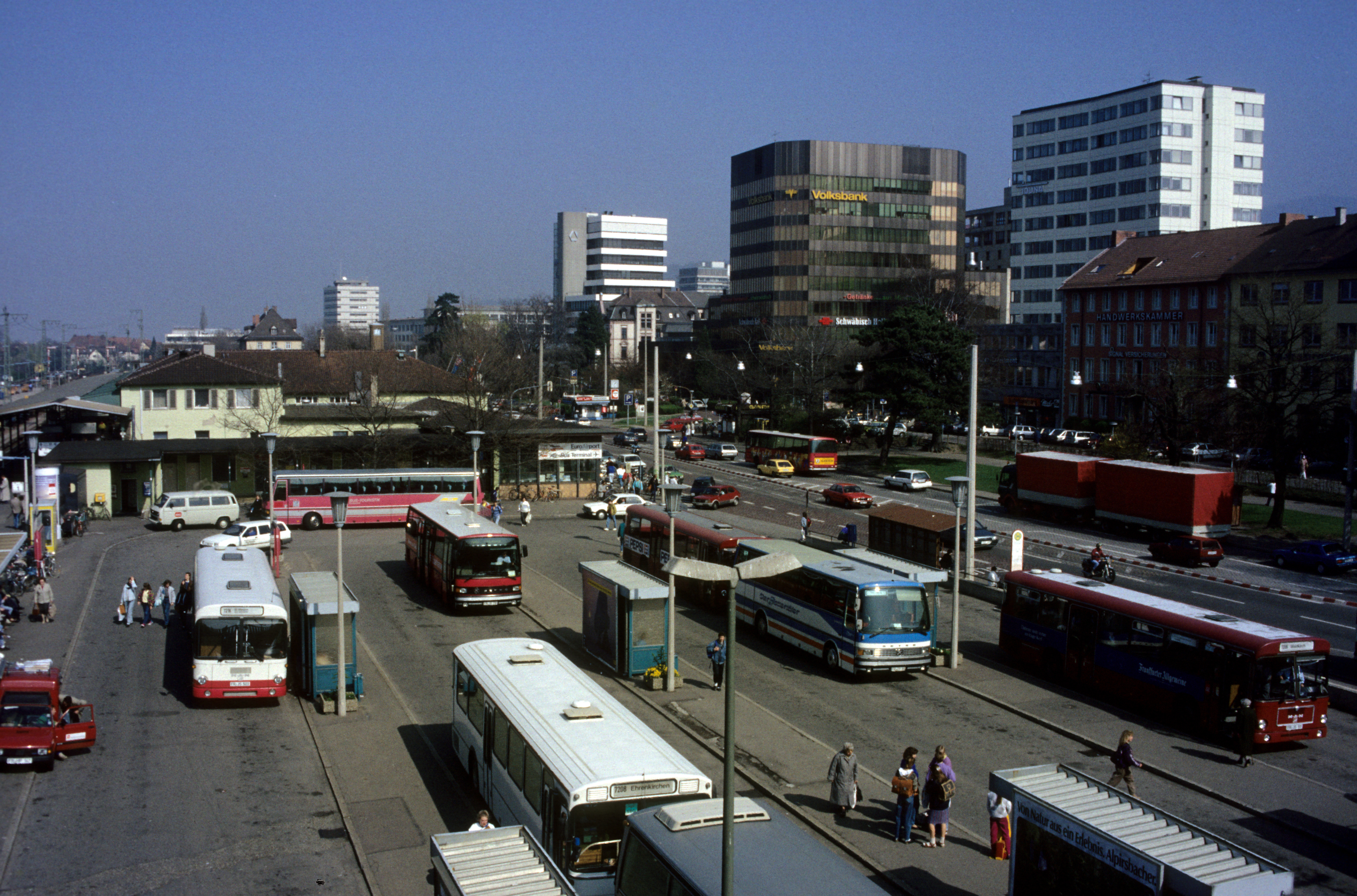
Alter Omnibusbahnhof und das provisorische Empfangsgebäude (1990)

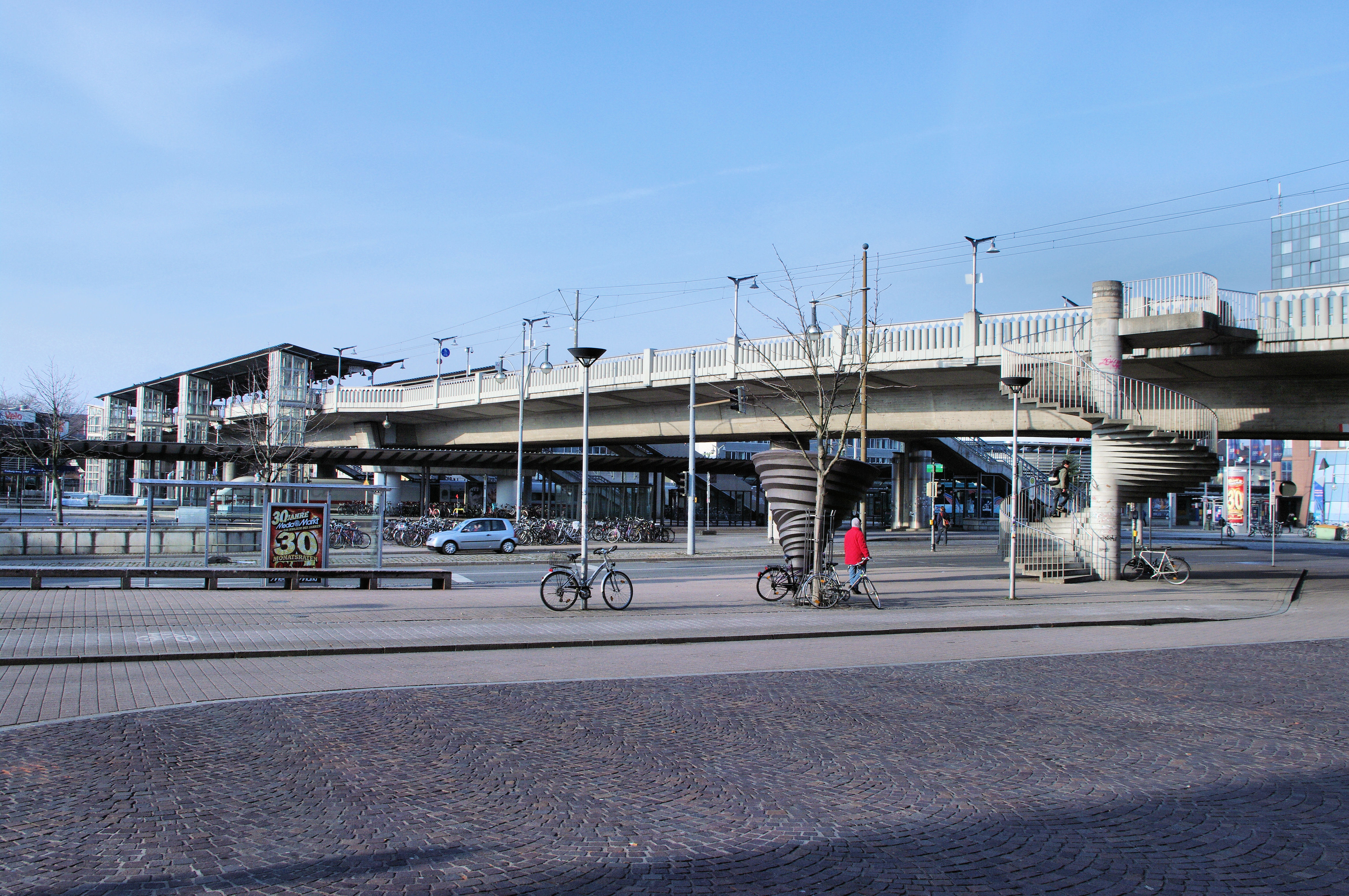
Stühlingerbrücke über dem Zentralen Omnibusbahnhof

Bereits in den 1950er Jahren war der Freiburger Hauptbahnhof ein wichtiger Knotenpunkt zwischen Fern-, Regional- und Nahverkehr. Er ermöglichte den direkten Umstieg in Postbusse und Straßenbahnen, was Freiburg damals vermutlich einzigartig machte.

### Regionale Anbindung
Am südlichen Ende von Gleis 1 befindet sich auch heute noch der Zentrale Omnibus-Bahnhof (ZOB). Er wird hauptsächlich durch die SBG angefahren, die dort auch ihren Sitz hat und ein Kundencenter betreibt. Von hier aus führt auch bis zu zwölfmal täglich die durch den Freiburger Reisedienst betriebene Busverbindung zum EuroAirport Basel Mulhouse Freiburg; es bestehen Verbindungen zum Europa-Park in Rust, in den Schwarzwald nach Elzach und St. Peter sowie bis nach Colmar und Mülhausen durch die SBG sowie einige Verbindungen durch Linien privater Busunternehmen des Regio-Verkehrsverbundes Freiburg (RVF). Insgesamt bedienen über 15 Buslinien den ZOB.
| Linie | Verkehrsmittel | Strecke | Takt                        | Bussteig |
| ----- | -------------- | --- | --------------------------- | -------- |
| 200   | Regionalbus    | Hauptbahnhof – (Brühl (Freiburg im Breisgau) – Gundelfingen (Breisgau) –) Vörstetten – Schupfholz – Reute (Breisgau) – Nimburg (Breisgau)                                                                                             | Einzelne Fahrten in der HVZ | 2        |
| 221   | Regionalbus    | (Hauptbahnhof -) Freiburg Littenweiler – Ebnet (Freiburg im Breisgau) – Stegen – Kirchzarten – Buchenbach – Wagensteig – St. Märgen                                                                                                   | Einzelne Fahrten in der HVZ | 9        |
| 241   | Regionalbus    | (Hauptbahnhof –) Haid (Freiburg im Breisgau) – Schallstadt – Mengen (Schallstadt) – Freiburg Munzingen – Hausen an der Möhlin – Hartheim am Rhein – Bremgarten (Hartheim am Rhein)                                                    | Einzelne Fahrten in der HVZ | 9        |
| 7200  | Regionalbus    | Hauptbahnhof – Denzlingen – Emmendingen – Malterdingen – Kenzingen – Herbolzheim | 60-Minuten-Takt             | 2        |
| 7206  | Regionalbus    | (Hauptbahnhof) – Messe Freiburg – (Freiburg Gundelfinger Str. –) Denzlingen – Waldkirch – Kollnau – Gutach im Breisgau – Bleibach (Gutach) – Elzach                                                                                   | Einzelne Fahrten in der HVZ | 4        |
| 7208  | Regionalbus    | Hauptbahnhof – Vauban (Freiburg im Breisgau) – Au (Breisgau) – Wittnau (Breisgau) – Sölden (Schwarzwald) – Bollschweil – Kirchhofen (Ehrenkirchen) – Oberambringen / Scherzingen (Ehrenkirchen) – Bad Krozingen / Staufen im Breisgau | 30-Minuten-Takt             | 11       |
| 7209  | Regionalbus    | Hauptbahnhof – Brühl (Freiburg im Breisgau) – (Freiburg Gundelfinger Straße –) Denzlingen | Ergänzende Fahrten          | 4        |
| 7212  | Regionalbus    | (Hauptbahnhof – Mooswald (Freiburg im Breisgau) –) Landwasser (Freiburg im Breisgau) – Hugstetten – Buchheim (March) – Neuershausen – Holzhausen (March)                                                                              | Einzelne Fahrten in der HVZ | 2        |
| 7216  | Regionalbus    | (Hauptbahnhof – Littenweiler –) Kirchzarten – Zarten – Stegen – Eschbach im Schwarzwald – St. Peter (Hochschwarzwald) – St. Märgen – Thurner (St. Märgen) – Breitnau – Hinterzarten                                                   | Einzelne Fahrten in der HVZ | 2        |
| 7240  | Regionalbus    | Hauptbahnhof – Haid (Freiburg im Breisgau) – Schallstadt – Ebringen – Pfaffenweiler – Kirchhofen (Ehrenkirchen) – Oberambringen / Scherzingen (Ehrenkirchen) – Bad Krozingen                                                          | 25/35-Minuten-Takt          | 10       |

### Innerstädtischer ÖPNV
Als Übergang für Fußgänger und die Straßenbahn Freiburg im Breisgau verläuft quer über die Gleise die Stühlingerbrücke, auf der sich die Haltestelle Hauptbahnhof (Stadtbahn) der Freiburger Verkehrs AG (VAG) befindet. Diese Haltestelle wird gleichzeitig von vier der fünf Freiburger Straßenbahnlinien – die vom Betreiber als „Stadtbahn“ bezeichnet werden – bedient. Unter der Brücke, am Busbahnhof auf der Bismarckallee bzw. vor dem Konzerthaus, befindet sich eine Bushaltestelle der Freiburger Verkehrs-AG. Im Nachtverkehr fahren teilweise andere Linien.
| Linie | Verkehrsmittel | Strecke                                                                    | Takt                                    |
| ----- | -------------- | -------------------------------------------------------------------------- | --------------------------------------- |
| 1     | Straßenbahn    | Littenweiler – Bertoldsbrunnen – Hauptbahnhof – Paduaallee – Landwasser    | 6-Minuten-Takt                          |
| 2     | Straßenbahn    | Günterstal – Bertoldsbrunnen – Hauptbahnhof – Hauptfriedhof – Hornusstraße | 10-Minuten-Takt                         |
| 3     | Straßenbahn    | Zähringen – Bertoldsbrunnen – Hauptbahnhof – Haid                          | 7,5-Minuten-Takt (6 Minuten in der HVZ) |
| 4     | Straßenbahn    | Vauban – Bertoldsbrunnen – Hauptbahnhof – Messe                            | 7,5-Minuten-Takt (6 Minuten in der HVZ) |
| 11    | Stadtbus       | Hauptbahnhof – Pressehaus – Vauban – St. Georgen – Haid                    | 15-Minuten-Takt                         |
| 14    | Stadtbus       | Hauptbahnhof – Eschholzstraße – Haslach – Haid                             | 15/30-Minuten-Takt                      |
| 23    | Stadtbus       | Hauptbahnhof – Rennweg – Industriegebiet Nord – Gundelfinger Straße        | Vereinzelte Busse morgens und abends    |
| 37    | Schnellbus     | Hauptbahnhof – Tiengen – Munzingen                                         | Vereinzelte Busse morgens und abends    |

### Fußverkehr
Für Fußgänger können die Gleise über zwei Unterführungen erreicht werden. Die südliche Unterführung führt auf Höhe der Eisenbahnstraße von der Ostseite der Bismarckallee unter dem gesamten Bahnhof hindurch bis zur Wentzingerstraße auf der Westseite. Die zweite nördliche Unterführung führt bislang nur von Gleis 1 bis Gleis 7 und soll bis zur Wentzingerstraße verlängert und mittels Aufzügen barrierefrei ausgestaltet werden.

### Radverkehr
Entlang des Hauptbahnhofes gibt es mit den Stationen Hauptbahnhof an der Bismarckallee, der Station Hauptbahnhof-West an der Wentzingerstraße, der Station Lehener Straße/Wentzingerstraße und der Station Wiwilíbrücke insgesamt vier Stationen des Fahrradverleihsystems Frelo. Die Station Hauptbahnhof gehört dabei zu den meist genutztesten Stationen des Fahrradverleihsystems.
Südwestlich des Bahnhofs befindet sich seit September 1999 die Radstation mit Fahrradparkhaus, Dachterrasse, Angeboten zu Mobilität und Kultur sowie einem gastronomischen Betrieb. Weitere 1000 Fahrradstellplätze unter freiem Himmel gibt es in der Bismarckallee und der Wentzingerstraße.
Über die Wentzigerstraße binden mit dem FR 4 in Richtung Betzenhausen und Lehen und dem FR 5 in Richtung Weingarten und Rieselfeld zwei Radvorrangrouten den Hauptbahnhof unmittelbar in das Freiburger Radnetz ein. Zudem sollen der Radschnellweg nach Kirchzarten über die Oberau und Ebnet und der Radschnellweg nach Bad Krozingen über Haslach und St. Georgen direkt am Hauptbahnhof entlangführen.

### Kfz-Verkehr
Es befinden sich insgesamt 30 Taxistände im Bereich des Hauptbahnhofs, die sich auf den Omnibusbahnhof, die Bismarckallee und den Konrad-Adenauer-Platz vor dem Konzerthaus aufteilen.

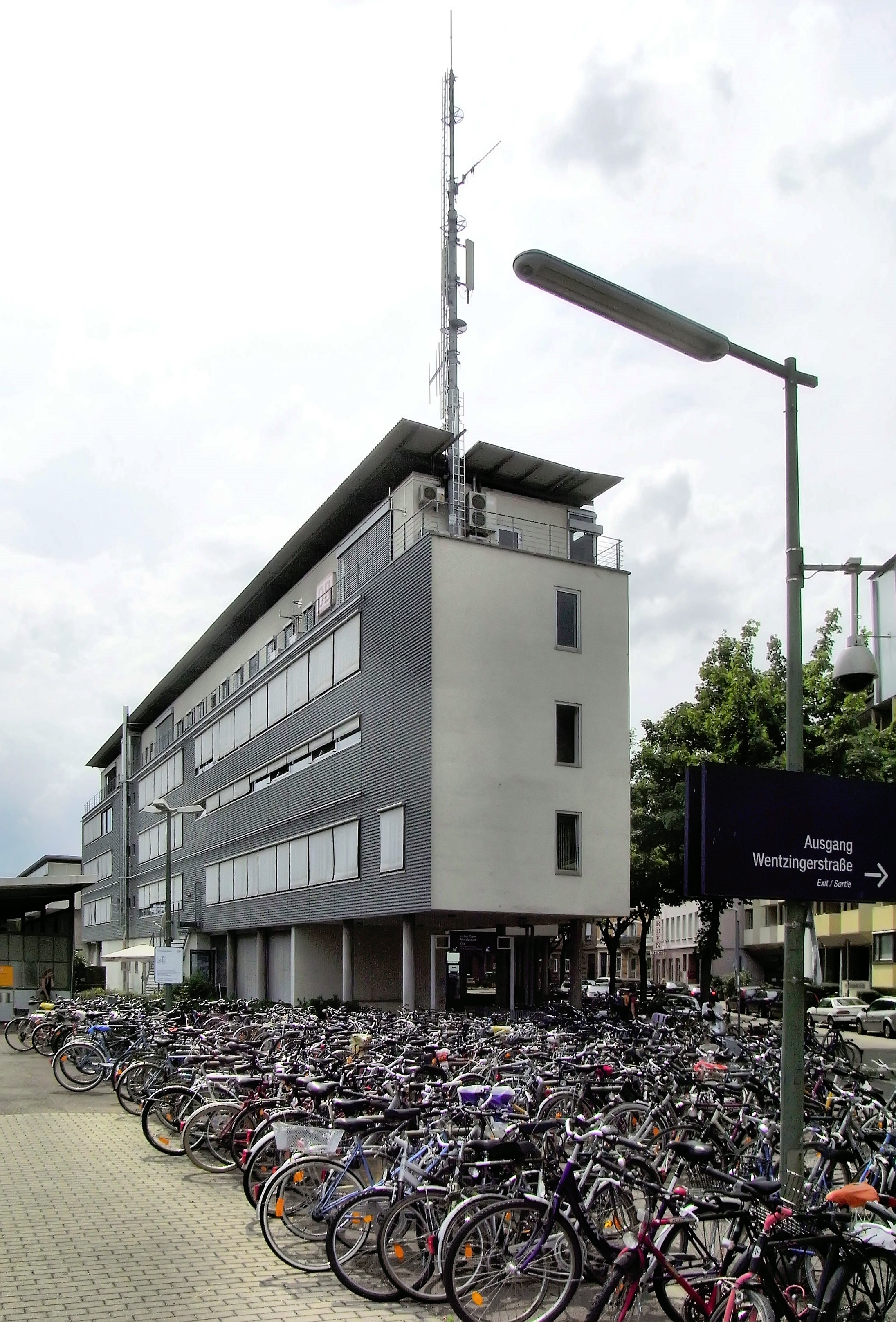
Betriebsgebäude und Fahrradparkplätze an der Wentzingerstraße

Von der Bismarckallee her ist die Bahnhofs-Tiefgarage mit ihren 100 Plätzen über eine der vier Rampen befahrbar. Dort ist es unter der Bezeichnung Kiss and ride erlaubt, 20 Minuten gebührenfrei zu parken. Zusammen mit den Tiefgaragen Konzerthaus (366 Plätze), Bismarckallee (220 Plätze) und Uni-FMF/VF (95 Plätze) bildet sie die Parkzone Bahnhof des Freiburger Parkleitsystems.